# Milánský svícen
Takzvaný Milánský či Jeruzalémský svícen je lité dílo, jehož nejstarší část měl podle legendy roku 1158 získat český král Vladislav I. z obléhaného Milána a darovat jej pražské katedrále svatého Víta.

## Popis
Svícen stojí na mramorovém piedestalu trifoliového tvaru s nápisem v gotické majuskuli (Istud est Candelabr(um): de templo salomonis in iherusaleme vi armata receptum in mediolano per duces et barones Boemie: Ao di mo ccc. xc. v hi(c) locat(um) est, česky Toto jest svícen z chrámu Šalamounova v Jeruzalémě, brannou mocí vzatý v Miláně vévodou a pány českými. Byl zde umístěn léta Páně 1395). Pod ním je mladší kamenný válec.

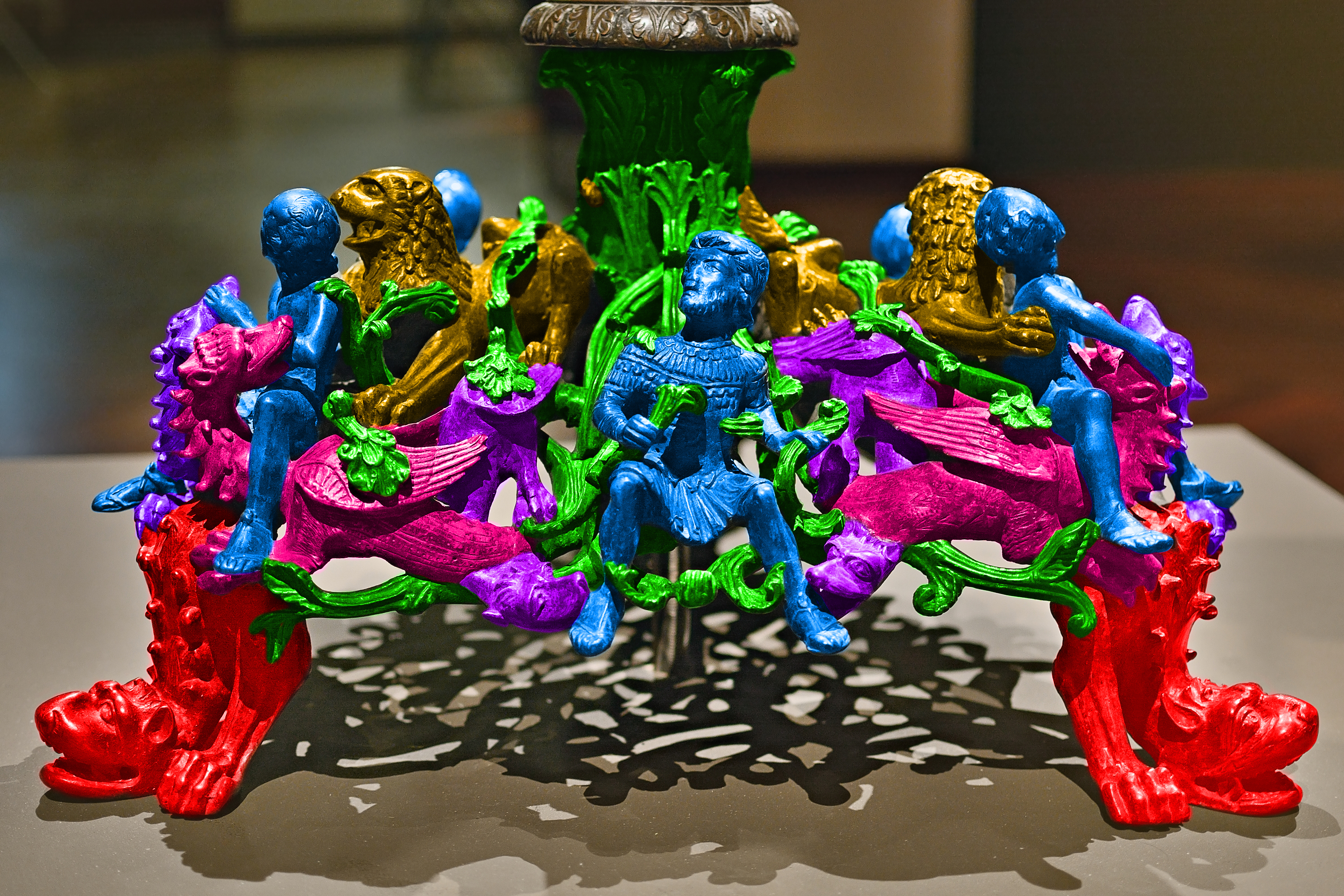
Barevné odlišení částí nohy.

Noha svícnu je nejstarší a její dekor je složen z figur, lvů a propletených draků a rostlinného ornamentu. Celá kompozice směřuje do středu, ze kterého vybíhá stvol. Noha stojí na třech nožkách, které jsou tvořeny těly bestií s tlapami a otevřenou tlamou k nimž přiléhají další dva draci jejichž krky se nad nimi sbíhají. Na jejich krcích sedí nazí muži, strkající jednu ruku do jejich tlamy a druhou ruku do tlamy za nimi sedícího lva. Tito draci jsou dále propleteni, na pomyslných stranách nohy svícnu, s dalšími draky, kteří se zakusují do noh mužské postavy, vždy jakoby sedící uprostřed mezi jednotlivými nohami svícnu. Jednotlivé postavy se liší svým vzhledem a gesty, všechny ale mají rozkročené nohy a antikizující šat. Jedna z těchto postav je bezvousá, oděna do tuniky s pásem a třásněmi. Na hlavě má věnec, svůj pohled směřuje před sebe a rukama jakoby odtlačí draky vedle sebe. Druhá z těchto tří postav má vousy, opět tuniku a na něm šupinovité brnění včetně límce, rukama se drží úponků a svůj pohled směřuje vpravo vzhůru. Třetí postava je vousatá, oděna pouze do tuniky, opět se drží úponků a vzhlíží vzhůru. Tři nahé postavy rovněž vzhlíží vzhůru, přičemž jedna má bederní roušku a jedna má vousy. Všechny postavy pak mají sandály.
Dřík svícnu je tvořen třemi balustrovými částmi, které jsou zdobeny rostlinným ornamentem. Na spodní části je vévodský znak a nápis LEOPOLDVS GVILIELMUS ARCHIDVX AUSTRIӔ FE 1641. Z vrcholu dříku, na kterém stojí beránek s pozvednutou levou nohou (ve které měl původně prapor), vybíhá sedm větších ramen a šest menších ramen esovitého tvaru. Na kalíšcích delších ramen jsou poprsí sv. Václava s korunou a praporem, Cyrila s infulí a ratolestí, Víta s korunou, Metoděje s knihou, píšícího Vojtěcha v kutně, Ludmily s plachetkou na hlavě a Anežky s modelem kostela, rovněž s plachetkou. Celková výška svícnu je 173 cm.

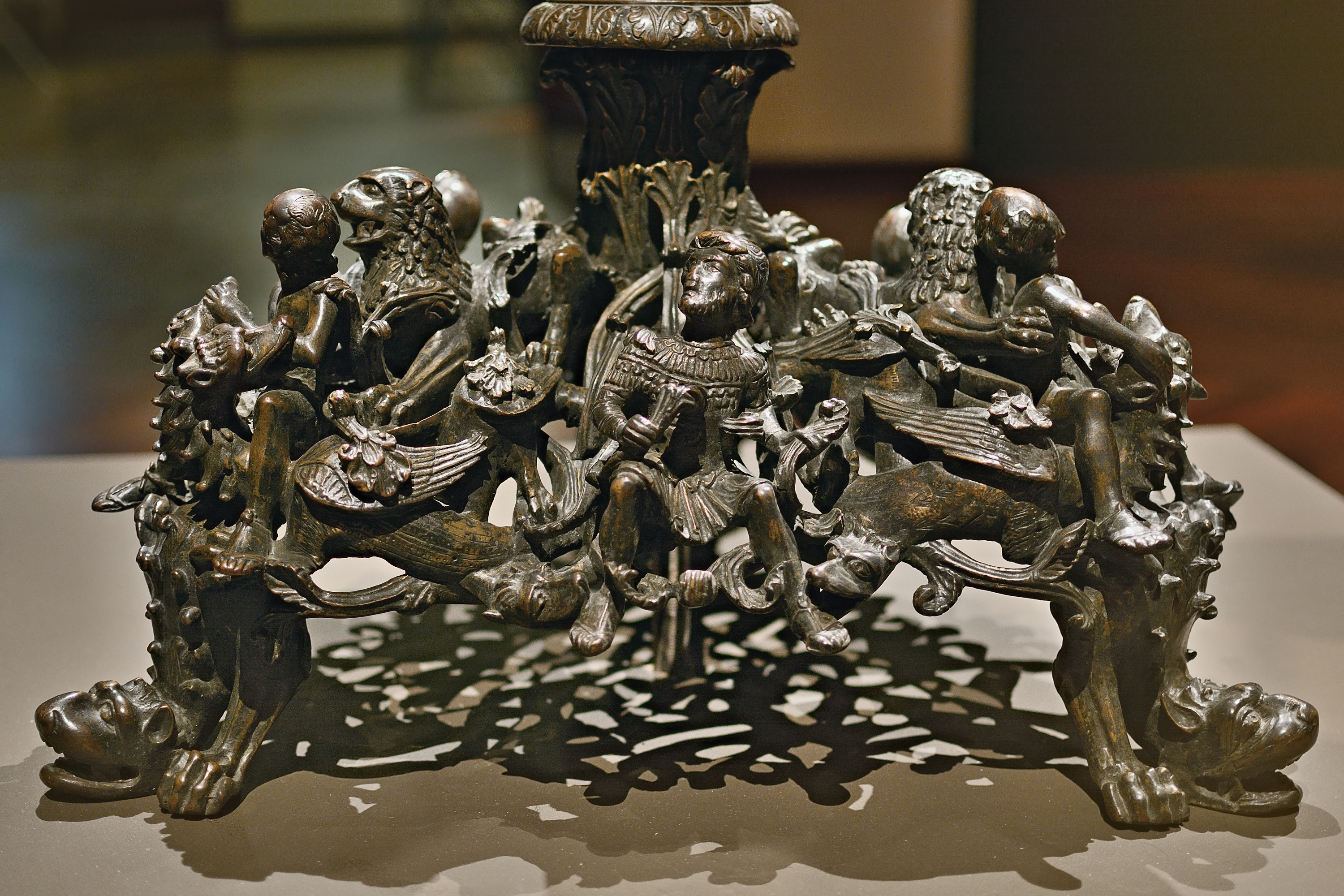
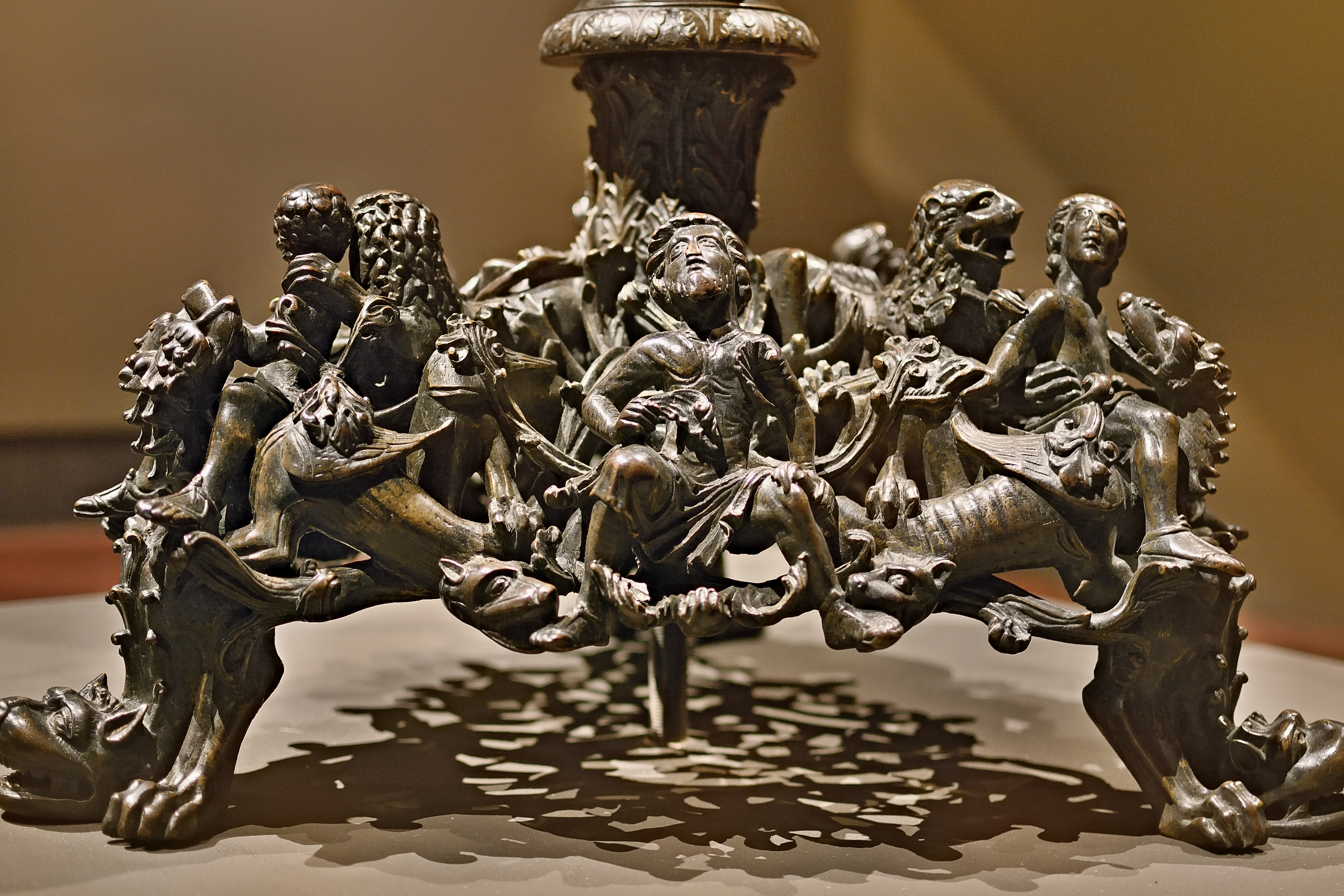
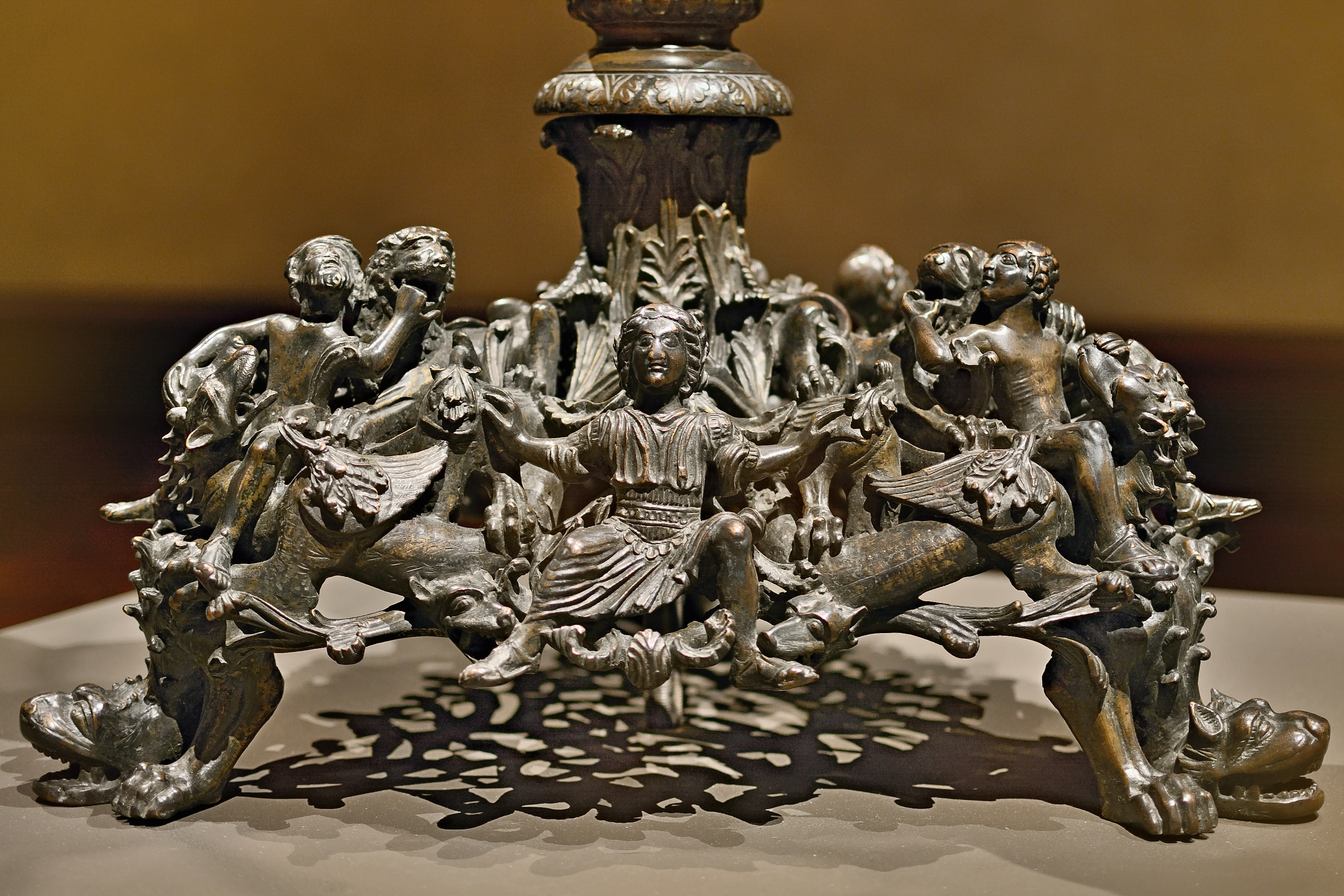
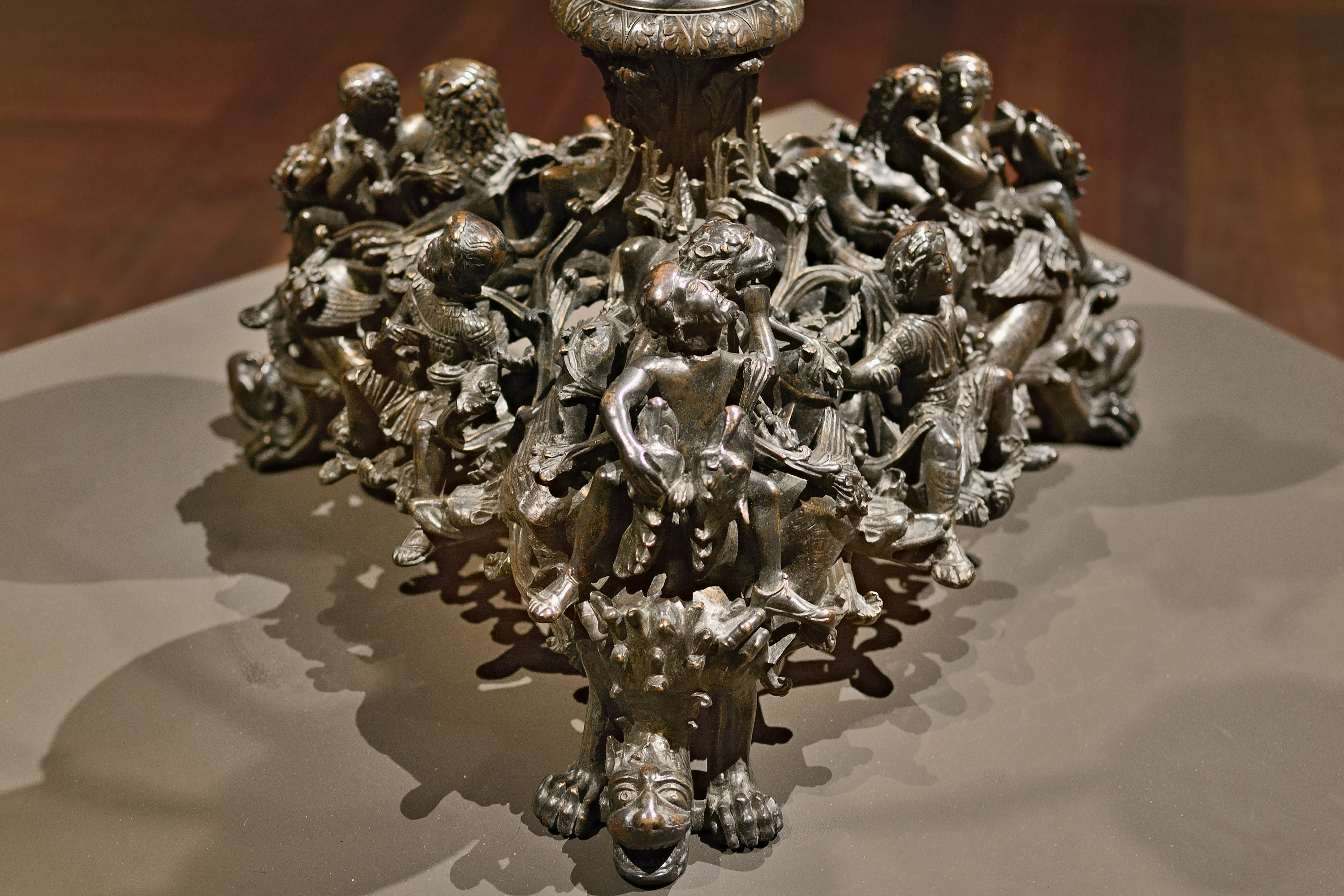
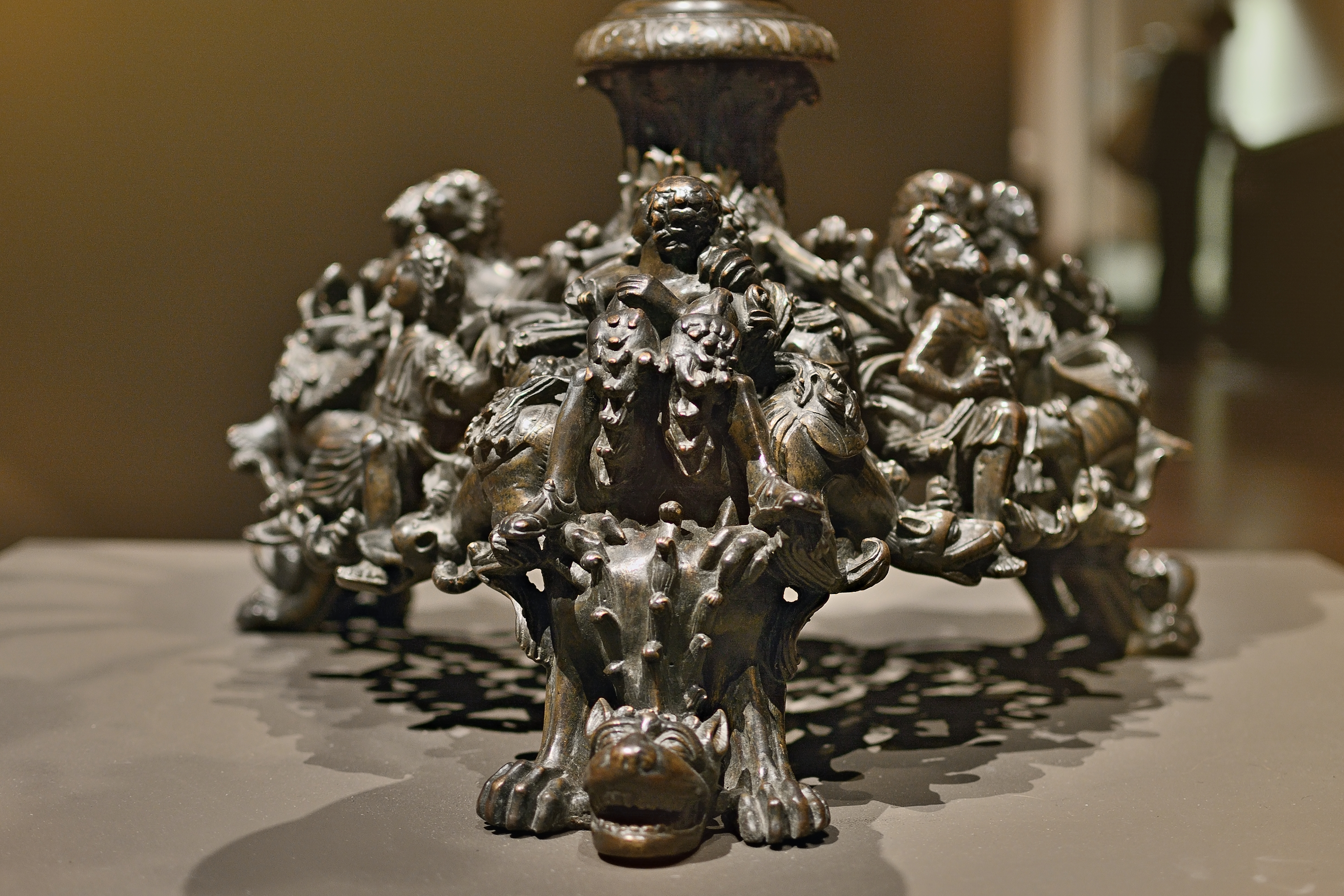
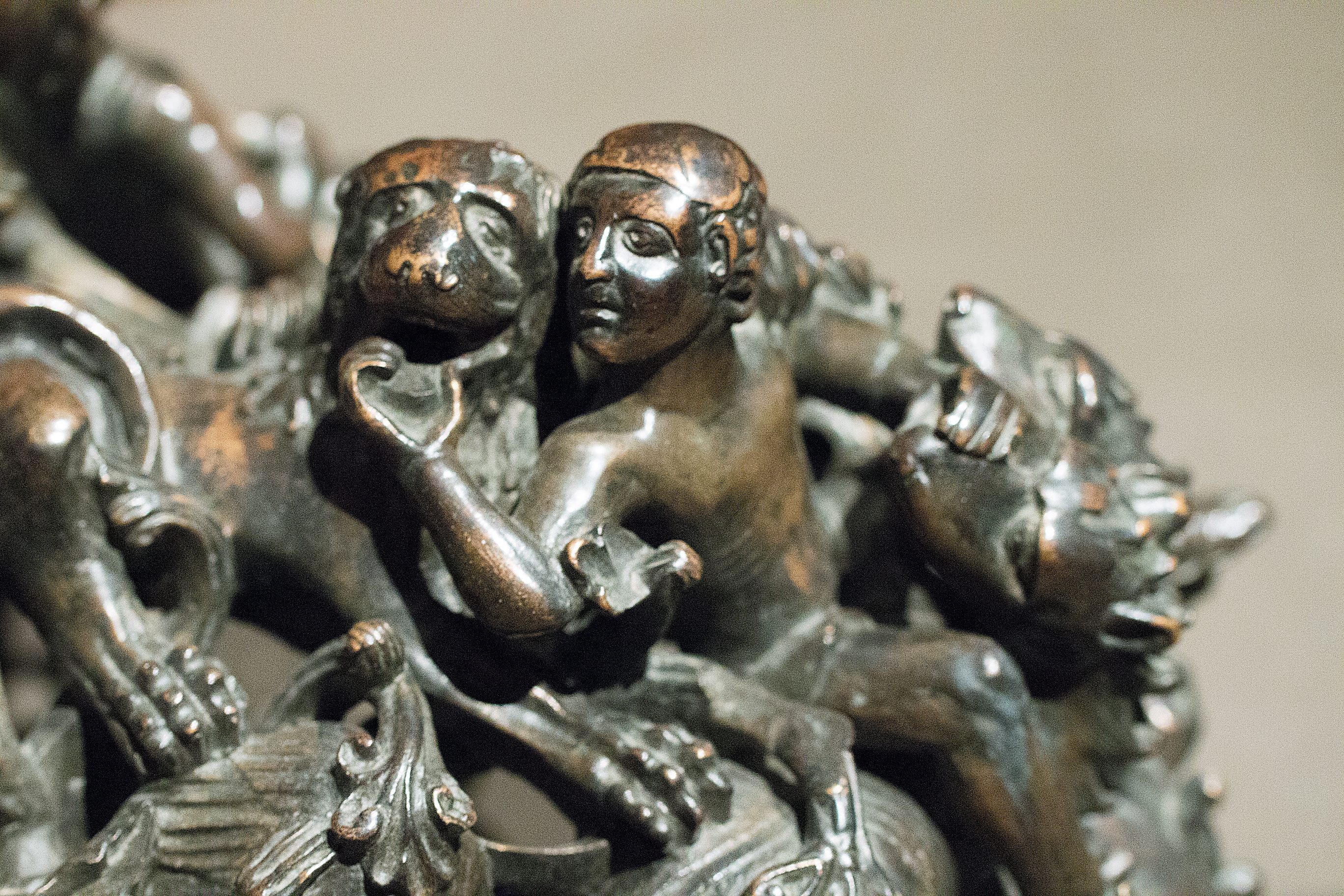
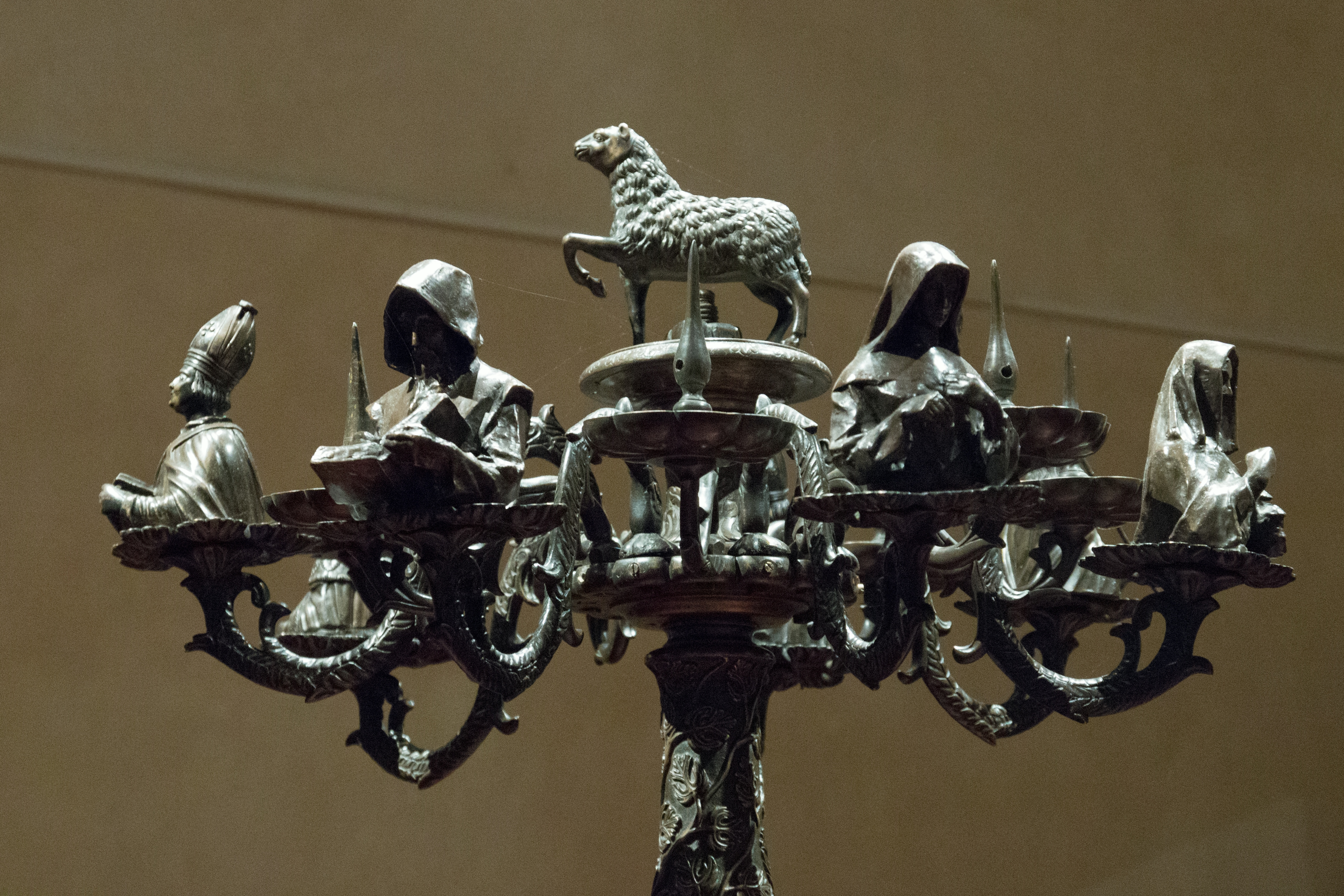

## Historie

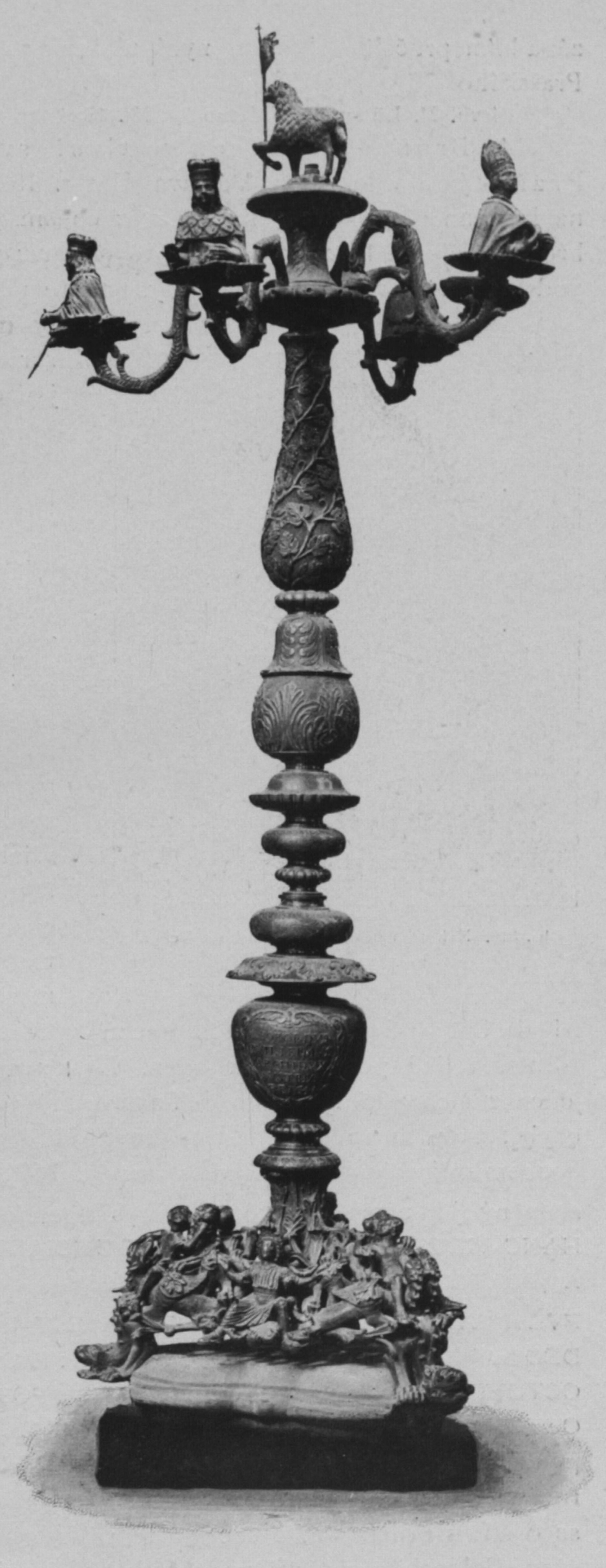
Svícen na fotografii z roku 1906 ještě s šesti zbylými rameny

První písemná zmínka je o noze svícnu v kronice tak řečeného Dalimila dokončené před rokem 1314. Kronika říká, že ji král Vratislav získal i s další kořistí při dobytí Milána a stojí před oltářem u sv. Víta v Praze. Její legendární původ má být v Šalamounově chrámu v Jeruzalémě. Obléhání se však účastnil král Vladislav v roce 1158, po němž se vrátil kvůli nemoci domů. Podobný příběh je také v Pulkavově kronice, jejíž první redakce navíc sděluje, že král vzal nohu v milánském kostele, v němž se nacházely ostatky třech králů. Svícen byl pravděpodobně v celistvém stavu se sedmi rameny dovezen do Prahy a posléze králem darován svatovítskému chrámu, kde byl však nejspíše roku 1279 poškozen rabujícími vojáky Oty Braniborského a roku 1619 svícen poškozovali a lámali kalvinisté. Po poničení byla noha svícnu, či část svícnu, upravena na pulpit a takto sloužila až do roku 1641, kdy nechal k noze Leopold Vilém vyrobit nový svícen. Na vrcholu svícnu se nacházelo 14 ramen, z toho 7 ramen s poprsími světců a 7 ramen s kalichy na svícny. Z těch se dochovaly pouze 4 poprsí sv. Václava, sv. Víta, sv. Vojtěcha a sv. Metoděje a dvě ramena s kalichy. Tři ztracená poprsí vyobrazovala sv. Zikmunda, Ludmilu a Jana Nepomuckého. Tato poprsí nahradila někdy po roce 1922 vyobrazení sv. Cyrila, sv. Ludmily a blahoslavené Anežky. Praporek, který držel beránek, a jedno rameno s kalichem jsou nyní nejspíše ztraceny.

### Restaurování a kopie svícnu
Roku 1851 požádal profesora Gruebera pruský král Fridrich Vilém IV. o kopii Milánského svícnu do svých sbírek, kterou provedl sochař Ziebland, jenž rovněž analyzoval složení kovu. V roce 1988 byl svícen restaurován (prohlédnut, očištěn a přepatinován) Alenou Novákovou. V roce 2010 byla podle nohy svícnu vytvořena gumová forma pro výrobu odlitku, posléze byl svícen očištěn od nečistot a konzervačního vosku, vyleštěn a opět konzervován voskem restaurátorem Jaroslavem Kubíčkem.

## Historiografie
Literatura zmiňující se od konce 16. století o svícnu se z počátku pouze omezovala na jeho umístění a původ, na základě nápisu na podstavci svícnu. Posléze uváděla zhotovení nového dříku arciknížetem Leopoldem v roce 1641. Až Jan Dubravius roku 1687 píše, že noha svícnu je zdobena velmi ušlechtile pojatými proplétajícími se postavami mladíků. Mnozí autoři vycházející z legendy věřili, že původ svícnu je v Jeruzalémě, takže se jejich datace pohybovala od 6. do 9. století.
Friedrich von Raumer roku 1817 poznamenal, že se jistě nejedná o židovskou práci, ale spíše o byzantskou, avšak sám přiznává značnou uměleckost a charakterističnost, kterou bychom nečekali ani v pozdně-byzantské době a navrhuje jeho bližší prozkoumání.
Josef Dobrovský roku 1828 vyvrátil verzi příběhu, podle které měl svícen darovat biskup Daniel účastnící se bojů v Miláně, a Dalimilův příběh označil za nevěrohodný.
Jako první samostatnou studii o noze svícnu napsal Carl Weiss roku 1858, který označil vztah figur se lvy a draky jako běžné vyobrazení souboje dobra se zlem. Vyvrací však teorii Arthura Martina, který interpretoval motivy pomocí severské mytologie jako děti Lokiho a Angrbody – jmenovitě jako Hel, vlka Fenrira draka Midgara, které bojují s Týrem a Ásy. Podle Weisse se spojení svícnu s příběhy z islandské Eddy u křesťanského předmětu zdá jako nesmyslné, konstatuje také, že styl svícnu zapadá do druhé poloviny 12. století. Weiss také vyloučil možnost, že by pražská noha svícnu patřila k dříku z Klosterneuburgu, jemuž chybí noha. 
Rovněž Legis-Glückselig označuje nohu za velmi podobnou předgotickému umění z období kolem roku 1200. Milánskému svícnu se věnoval rovněž Anton Springer se ve své ikonografické studii svícnů z roku 1860. Nalezl jisté spojitosti sedmiramenných svícnů s menórou na Titově oblouku, která má na svém podstavci vyobrazeny leviatany. I přes to, že nejde o věrné zobrazení svícnu z Šalamounova chrámu, nepochybuje o něm jako vzoru pro pozdější sedmiramenné svícny. Časté zpodobnění noh svícnů ve tvaru zvířecích nohou či draků vysvětluje jednoduše jako odraz jejich mobilnosti, nebo jako pokračování antické tradice v zobrazení zvířat, která jsou lákána světlem. Svícen jako zdroj světla spojil pomocí několika textů a citátů z bible s Kristem čí církví samotnou, která triumfuje nad mocnostmi noci, pod nímž se dá hledat pozemské zpřítomnění ráje nebo také pokoření netvorů a zvířat a proměnění divoké povahy ve věčný mír v životě světla. Má jít o parafráze žalmů, takže nahé postavy na zvířatech vyjadřují mír, bezmocnost zla a ochranu slabých a nevinných. Proto tváře postav nevyjadřují bázeň a ohlížejí se po světle, jež je chrání. Podle něj za předpokladu, že je svícen spojen s Kristem, zobrazení draků a lvů na jeho noze může být jejich symbolickým pošlapáváním, které je zobrazeno na několika diptyších.
Bernhard Grueber roku 1872 dodává, že noha svícnu svou kompozicí a kostýmy odkazuje na karolinské období, což lze srovnat například s Tassilovým kalichem, navíc označuje svícen za byzantskou práci 12. až 13. století.
Karel Mádl se svém článku z roku 1884 udivoval nad absencí jakékoli zmínky o svícnu v dobové kronice kanovníka Vincence, který se osobně účastnil tažení na Milán. Ten ve své kronice vypráví, že po pokoření Milána 8. září 1158 obdržel král Vladislav od Fridricha Barbarossy umělý diadém, který kdysi císaři daroval anglický král, a před svým návratem do Čech tisíc hřiven a jiné dary. Pro Mádla bylo zvláštní, že se kronikář nezmínil ani slovem o jistě tak vzácném a starobylém předmětu. Ikonografii svícnu vysvětluje pomocí nápisu na Gloucesterském svícnu a konstatuje: drakovité nestvůry vždy byly představitelem zla, a zejména lvi, neboť dle písma obchází ďábel jako lev řvoucí, hledaje koho by pohltil; světlo pak symbolicky vyznačuje nadšení víry. Uchvacuje-li zlo, ďábel, satanáš člověka, jest jediná spása tohoto ve světle víry, a k tomu pohlíží mužové na noze pražského svícnu. Mádl byl rovněž skeptický k tomu, že by tak malá noha nesla sedmiramenný svícen, což vychází z označení jako Šalamounova svícnu. Na svícnu údajně také našel zbytky zlacení. 
Další badatel F. J. Lehner označil tak mistrně provedené dílo jedině jako italské díky staré římské tradici a zkušenosti.
Václav V. Štech vyslovil názor, že styl nohy svícnu je nejvíce podobný fragmentu z Remeše (kolem poloviny 12. století), který i přes svou plošnost a schematický ornament typický pro Německo, projevuje podobný vztah postav k ornamentu a příbuznou kompozici. Trivulziův svícen, který byl rovněž s pražským svícnem spojován, označil za rozhodně mladší a mnohem plošší ve svém ornamentu. Noha pražského svícnu se podle něj vyznačuje dokonalou rovnováhou postav, zvířat a ornamentu, znamenitou znalostí těla v pohybu a úplným zvládnutím draperie, čímž předčí i Remešský fragment. Svícen označil za francouzské dílo z první poloviny 12. století, soudě podle podobných slonovinových diptychů a charakteristického postavení nohou.
Otto von Falke, který publikoval rozsáhlý katalog středověkých svícnů, se zastává starší teorie o společném původu pražského svícnu a Trivulziova svícnu (kolem 1200), obojí údajně od Mikuláše z Verdunu. U postranních postav pražského svícnu vidí předlohu ve skupině svícnů, na nichž jsou zobrazeny postavy sedící nad hlavou, z nichž vybíhají prameny ornamentu. Nahé postavy pak srovnal s říčními bohy na Trivulziově svícnu nebo s postavami na čele relikviáře Anna II. z roku 1183 rovněž od Mikuláše. Podle něj pražský svícen spojuje stejné podněty, jaké měla dílenská tvorba Mikuláše z Verdunu a Reniera z Huy na formu a dekoraci malý svícnů v oblasti Mázy z 12. století. 
Jelikož se má za to, že pražský svícen měl sedm ramen, byl ve své publikaci zmíněn kolínským historikem Peterem Blochem, který se detailně věnoval těmto víceramenným svícnům. Jejich původ hledal ve svícnu, který stál na oltáři v Šalamounově chrámu (menora), později zobrazeném na Titově oblouku. Symbol sedmiramenného svícnu byl podle něj přejat již ranými křesťany a jeho ramena chápána jako sedm darů ducha svatého. Tento typ svícnu byl brzy také spojen se stromem Jesseho a Kristem, svícen tak odkazuje na Starý i Nový zákon, čímž jej lze spojit se stromem života. Bloch rovněž poukazuje na to, že Církev je spojena s konceptem Nebeského Jeruzaléma a doprovázena ideou Nového chrámu. Právě sedmiramenný svícen byl umístěn Karlem Velikým společně s modelem trůnu v jeho novém chrámu, kterým ideologicky rekonstruuje Šalamounův chrám, čímž se pomyslně pasuje na nového Šalamouna a vládce křesťanstva. Pražský svícen, který datuje roky 1130–40, asocioval Bloch spolu s Remešským, Trivulziovým a Brunšvickým svícnem se stromem Jesseho a jako nejstarší příklad uvedl svícen v Klosterneuburgu. V pozdějším článku vidí Bloch podobnost stylu hlav a ornamentu na pražském svícnu s bronzovými dveřmi z Hnězdna a navrhuje původ obou v Čechách, možná v Praze, a to i přes tradovaný původ, jež však považuje za pouhou legendu.
 

Oproti tomu Mašín a Fillitz vyvrací Blochovu teorii a podporují názory Falkeho, že pražský svícen, jehož způsob zpracování postav a prostoru vrcholí v díle Mikuláše z Verdunu, není nutně ze stejné doby nebo okruhu umělců. Nohu svícnu zařadili mezi fragment z Remeše a milánský svícen. Jako jediné možné období, kde mohlo takové dílo vzniknout, vidí okolo roku 1160 v oblasti Mázy a Lotrinska. Stejný názor má Klement Benda, opíraje se o aktuální poznatky o českém kovolitectví a nové datování hnězdenských dveří do pozdější doby, svícen však datuje před polovinu 12. století.

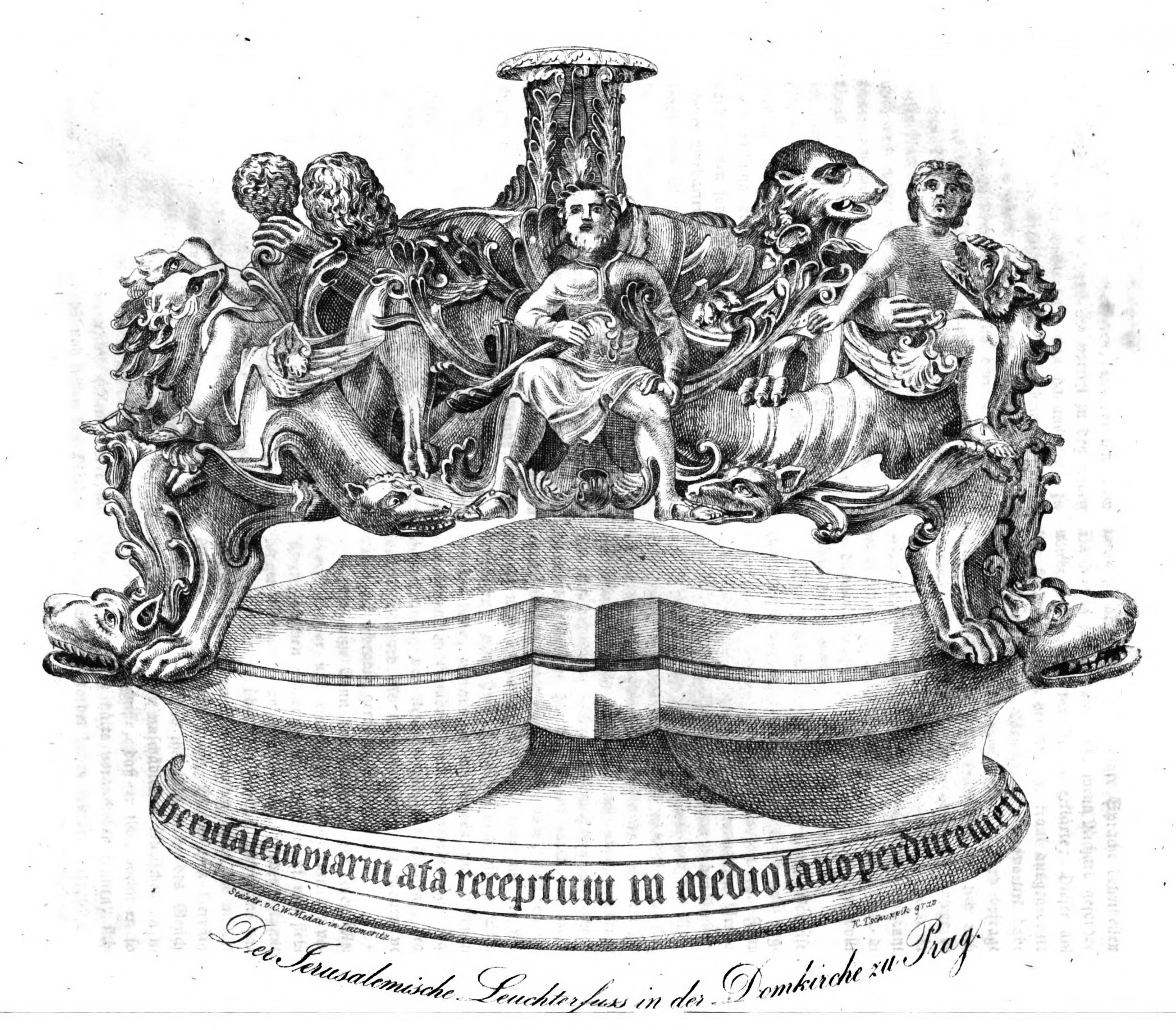
Rytina svícnu v publikaci Erinnerungen an merkwürdige Gegenstände und Begebenheiten z roku 1836. Podle kresby Františka Waldherra z roku 1824.
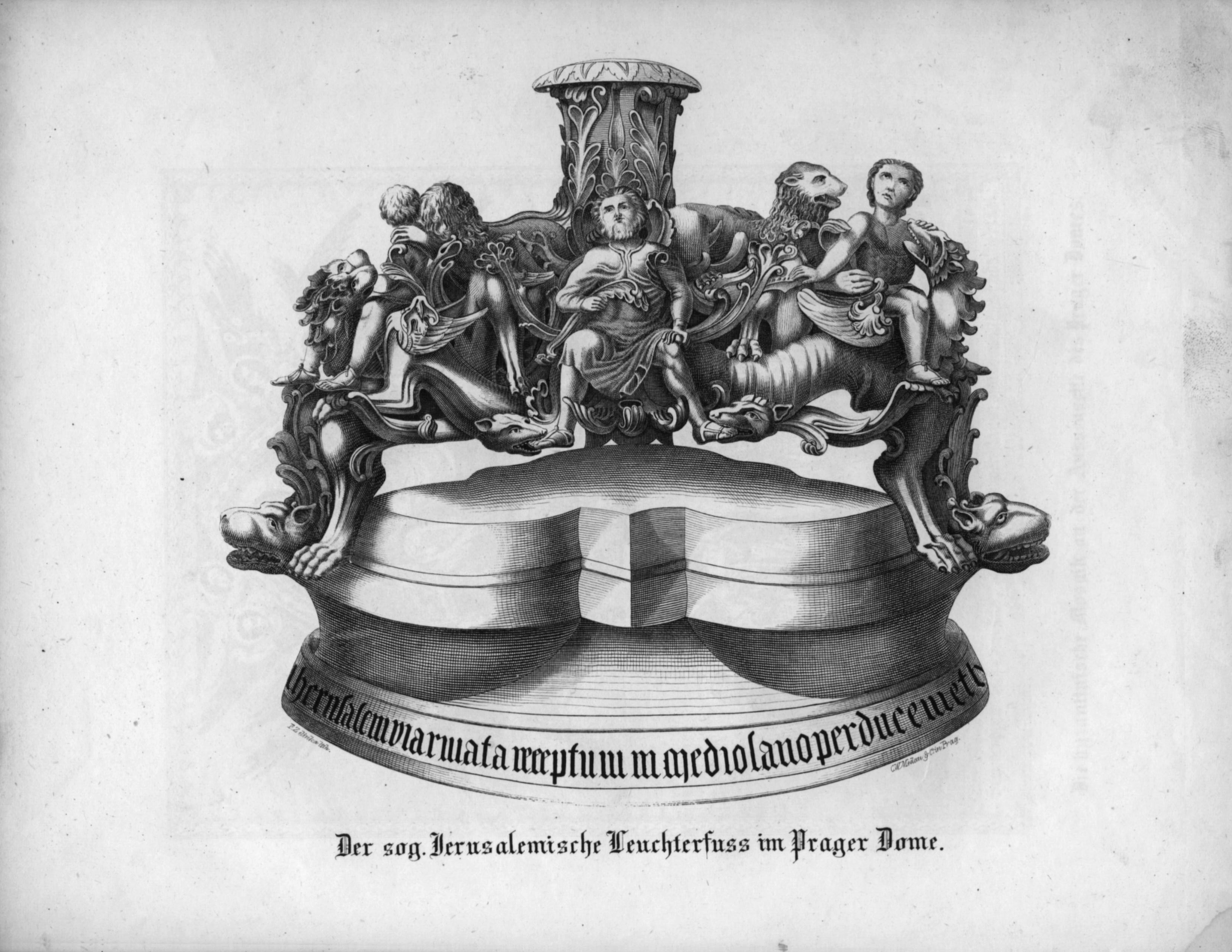
Rytina svícnu od Carla Wilhelma Medau z knihy Der Prager Dom zu St. Veit z roku 1855
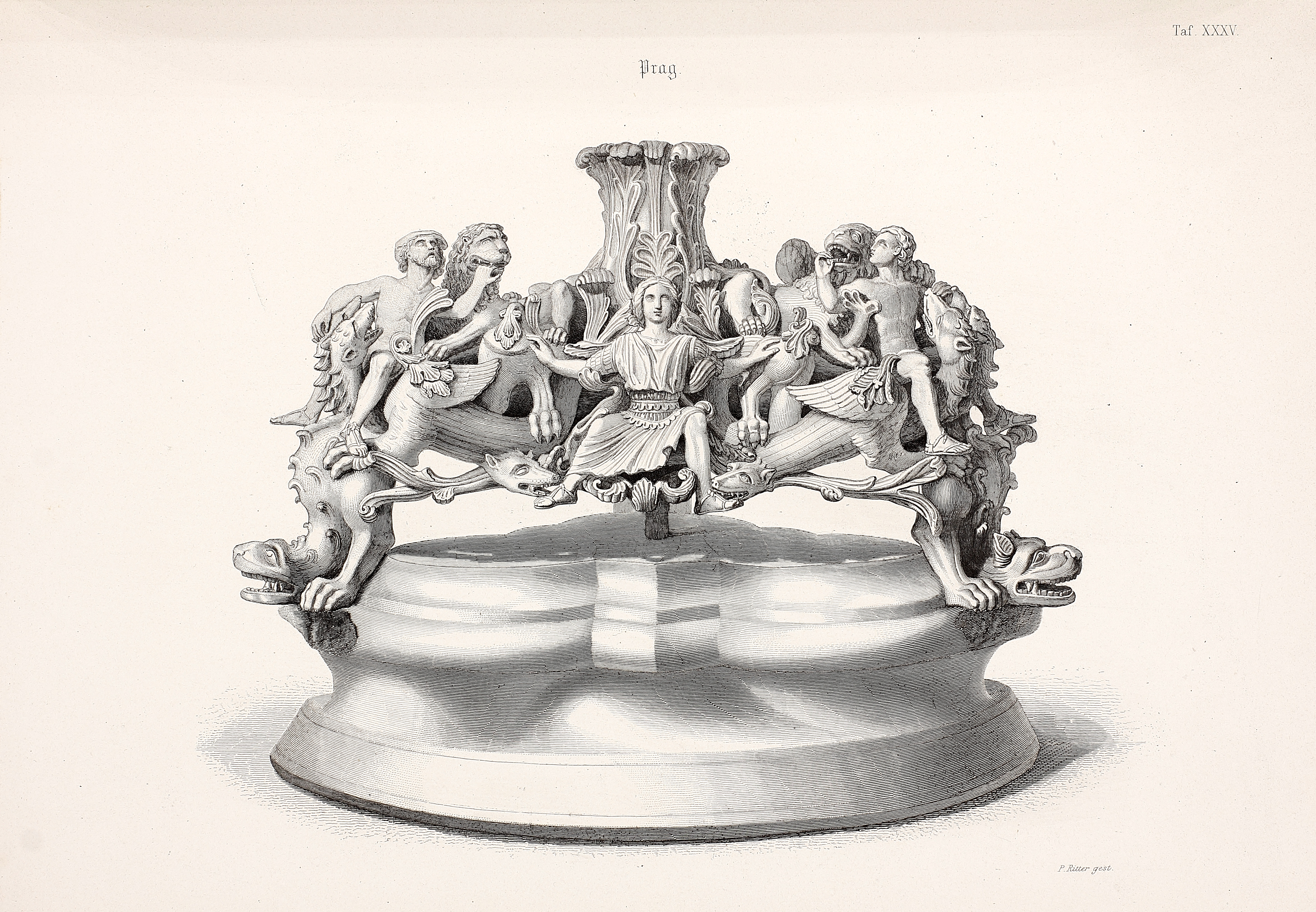
Ilustrace svícnu k článku Carla Weisse z roku 1858, návrh od P. Rittera.
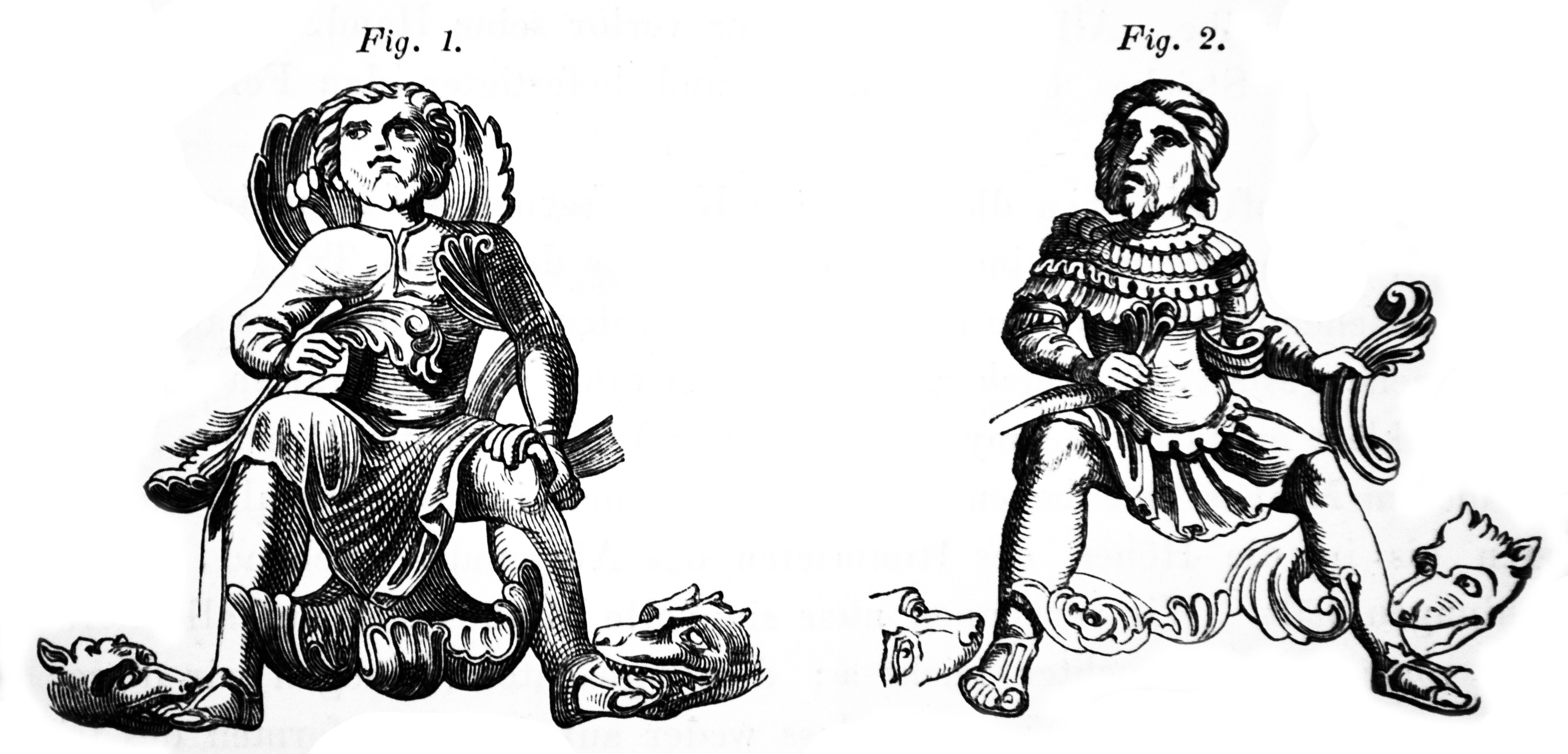
Ilustrace postav v článku Carla Weisse, 1858
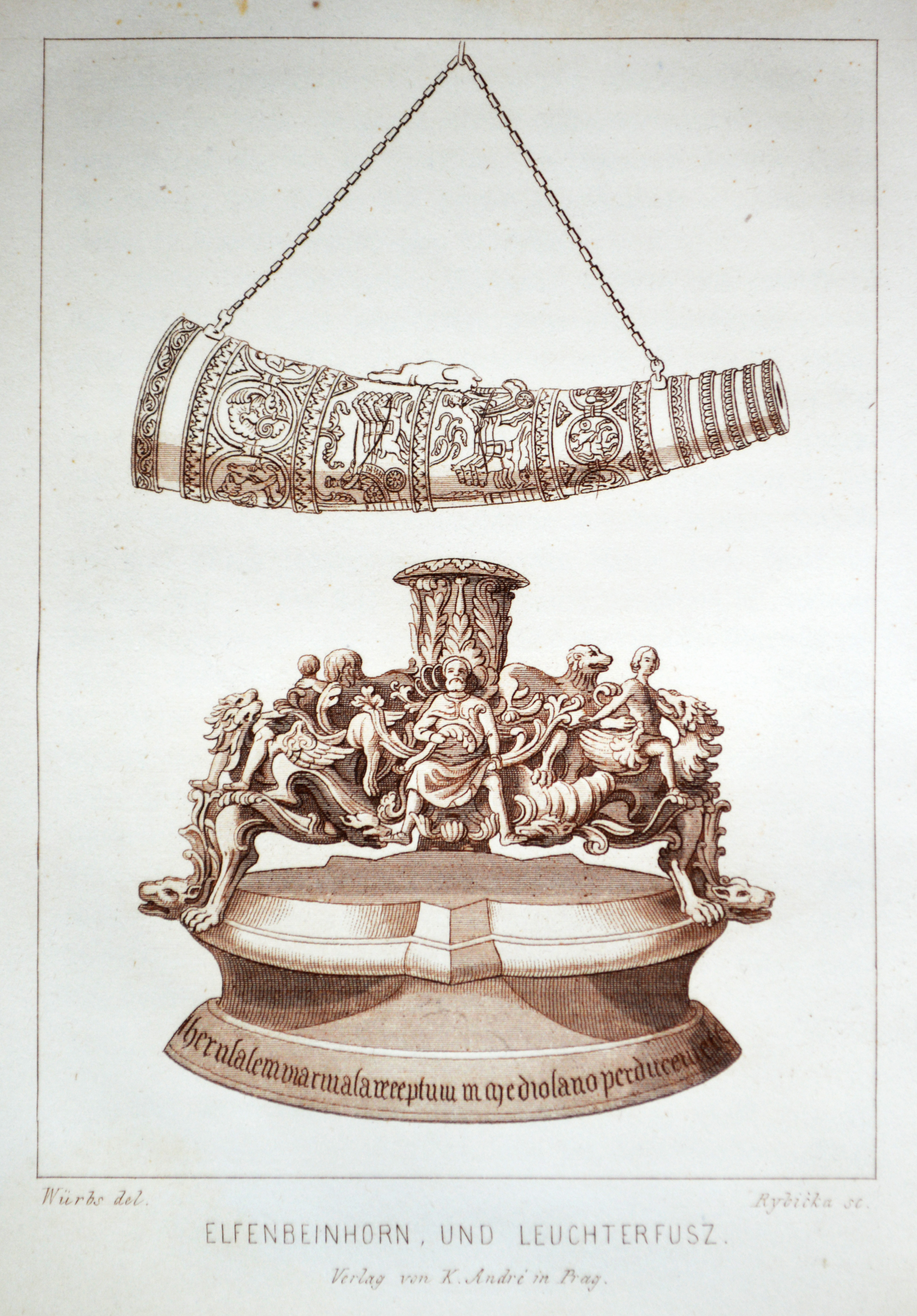
Ilustrace svícnu v knize Der Dom zu Prag od A. Ambrose z roku 1858.

## Styl
Kompozičně se noha svícnu řadí do 12. století, její trojdílné členění se vyskytuje již od 11. století. Anežka Merhautová nepovažuje zařazení svícnu Hermannem Fillitzem mezi fragment svícnu z Remeše (kolem poloviny 12. století) a Trivulziův svícen v Miláně (kolem 1200) za relevantní, protože oba svícny jsou odlišně zpracovány, plochy dračích křídel výrazněji dominují v jejich kompozici a pražský svícen má jiné pojetí figur, které jsou výrazněji individualizovány, z čehož jde předpokládat nějaký vzájemný vnitřní vztah. Postavy pražského svícnu srovnává s prací Reniera z Huy a jím ovlivněných děl, především s křtitelnicí z Lutychu (1107-1118), dále s kadidelnicí z Muzea v Lille (2. čtvrtina 12. století). K jejich rozevlátým rouchům a poloze nohou vidí možnou paralelu u Lutyšské knižní desky (3. čtvrtina 12. století), nebo vzdálenou podobnost s vyobrazením Maiestas Domini v lutyšském sakramentáři (kolem 1164), s postavami přenosného oltáře sv. Mořice ze Siegburgu (kolem 1160) či na slonovinové desce lutyšského evangeliáře (1100-1120). Krunýř u jedné z postav porovnává se slonovinou z 10. století, skříňkou z Troyes (11. století) a s figurou sv. Mořice na desce knihy v Gutenberg-Museum v Mohuči (11. století). Roucho třetí ověnčené postavy pak srovnává s postavami na víku slonovinové Lipsanotéky (4. století) a na antických sarkofázích, čímž dodává, že roucha všech tří postav mají svým vzhledem původ v antice.

Podle Merhautové nejsou nahé postavy zcela běžné, objevují se však u svícnů z Hildesheimu a Remeše, naopak postavy strkající ruku do tlamy jsou běžné. Výtvarné pojetí nahých postav podle ní nepopírá znalost antického umění. Vzhled dračích těl a jejich tlam, proplétání s úponky a plošnější kompozice se ji jeví jako pasující do poloviny 12. století v oblasti Mázy a Švábska. Draky Merhautová stylově srovnává se svícnem z Německého národního muzea, ale pro lvy nenachází žádnou bližší analogii.

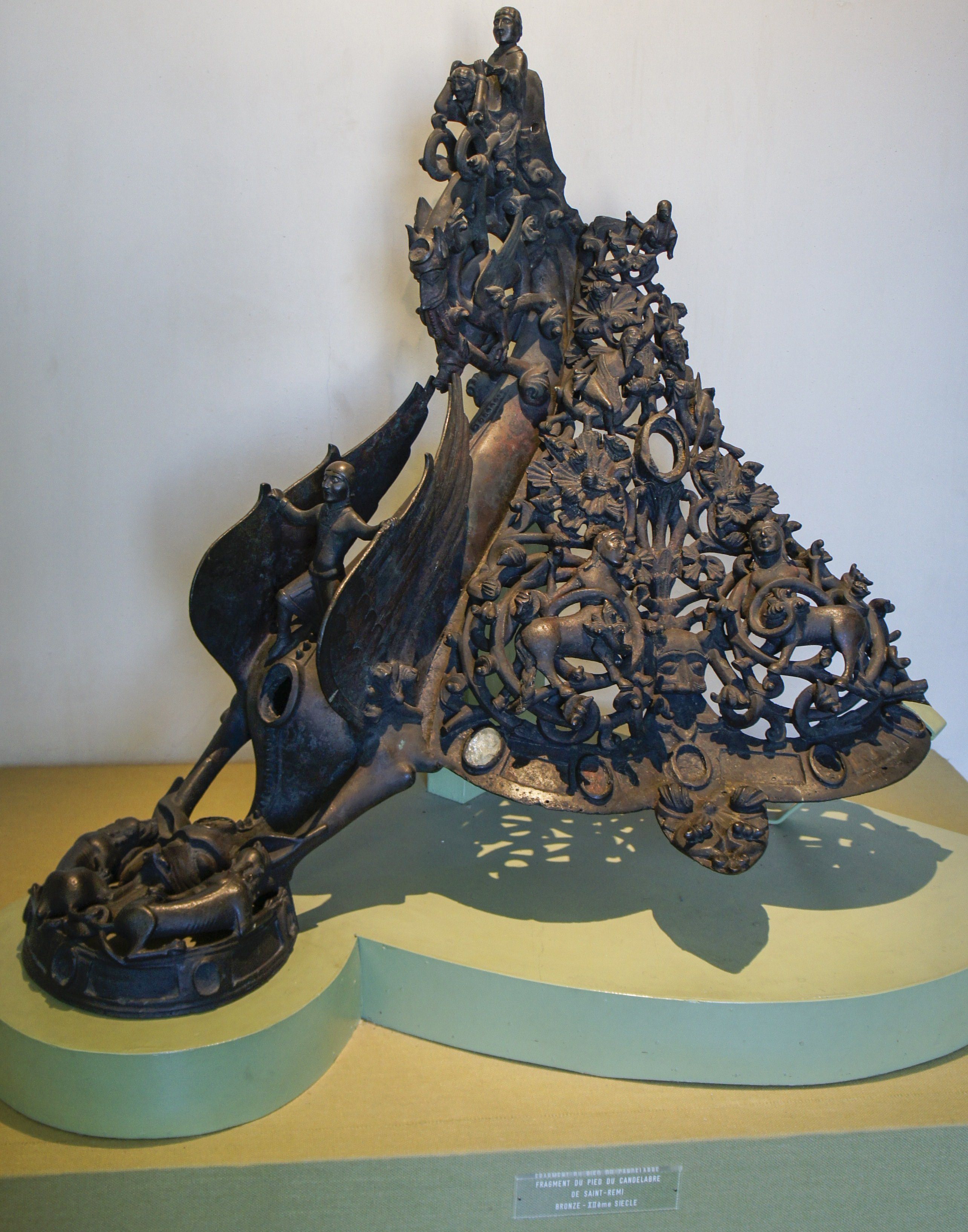
Fragment remešského svícnu (detail)
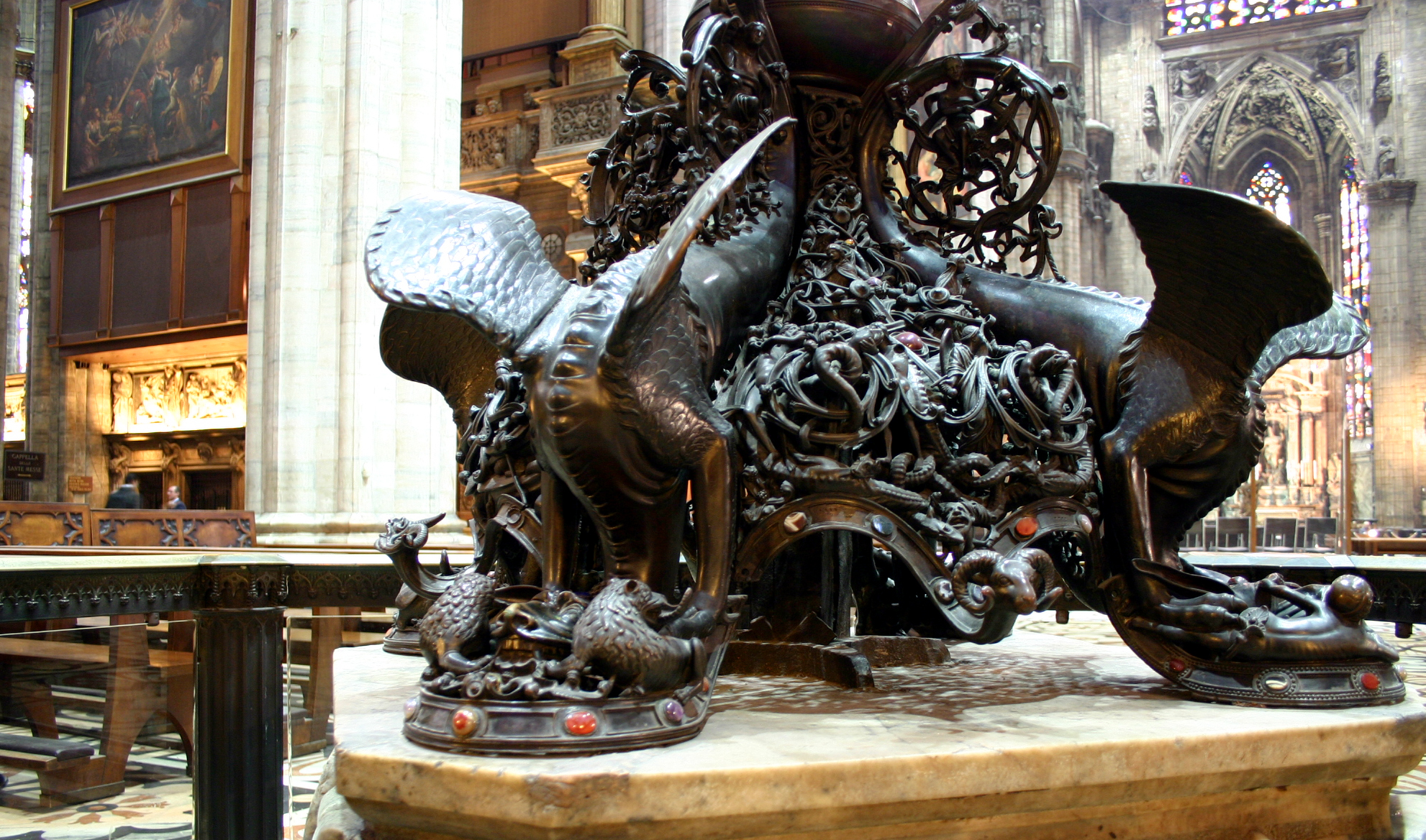
Pata Trivulziova svícnu
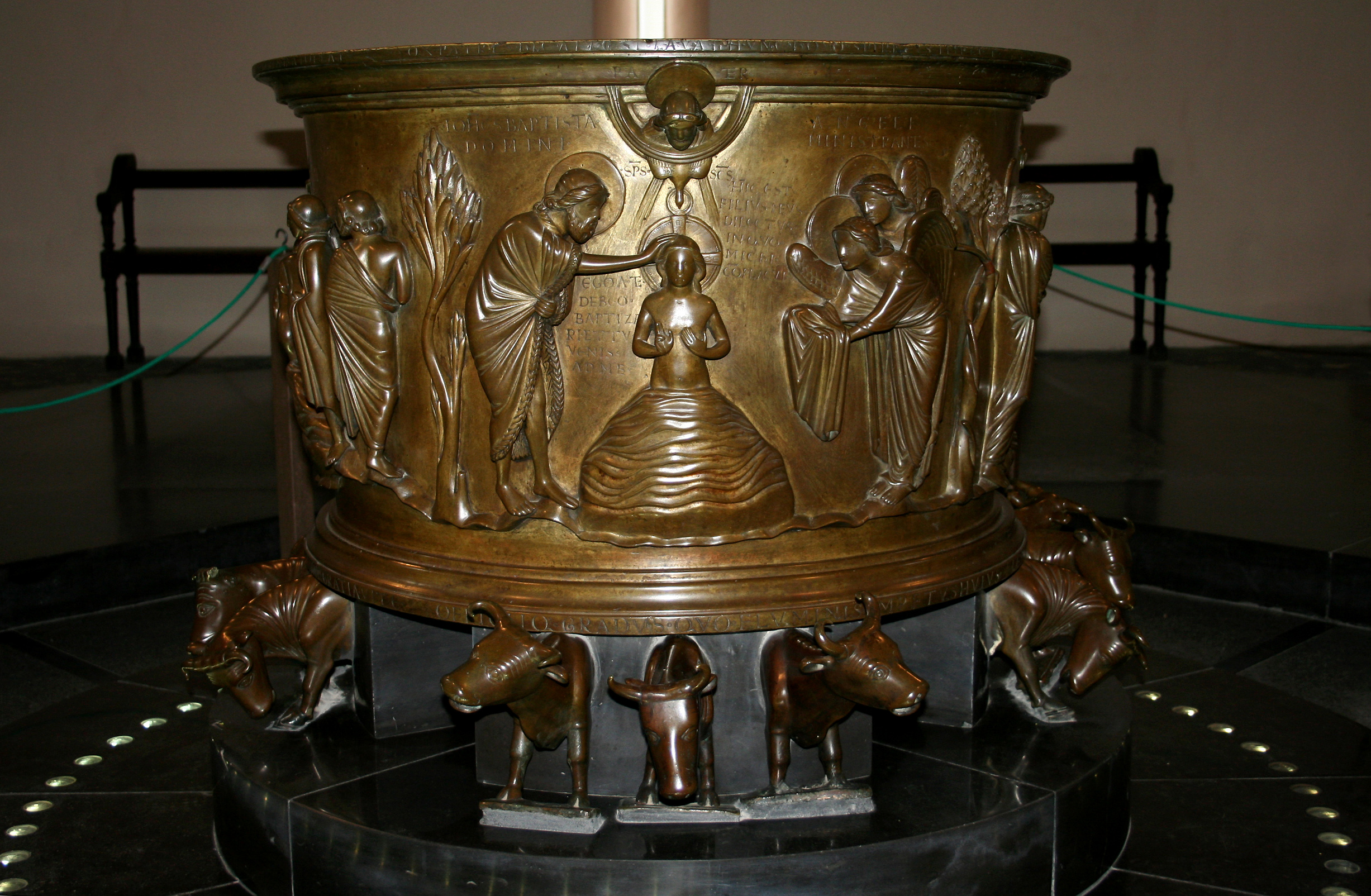
Renier z Huy – Křtitelnice z Lutychu
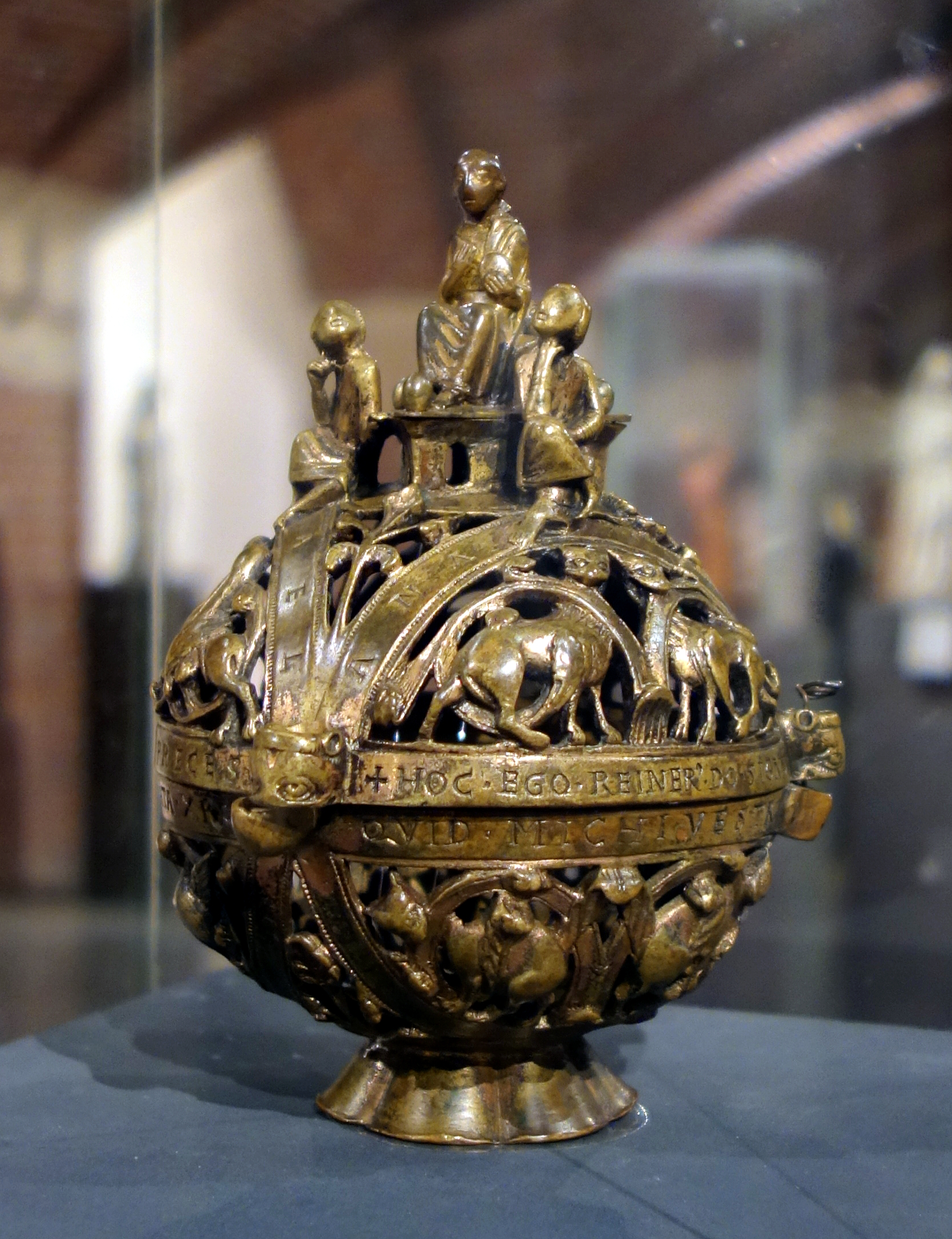
Kadidelnice z Muzea v Lille
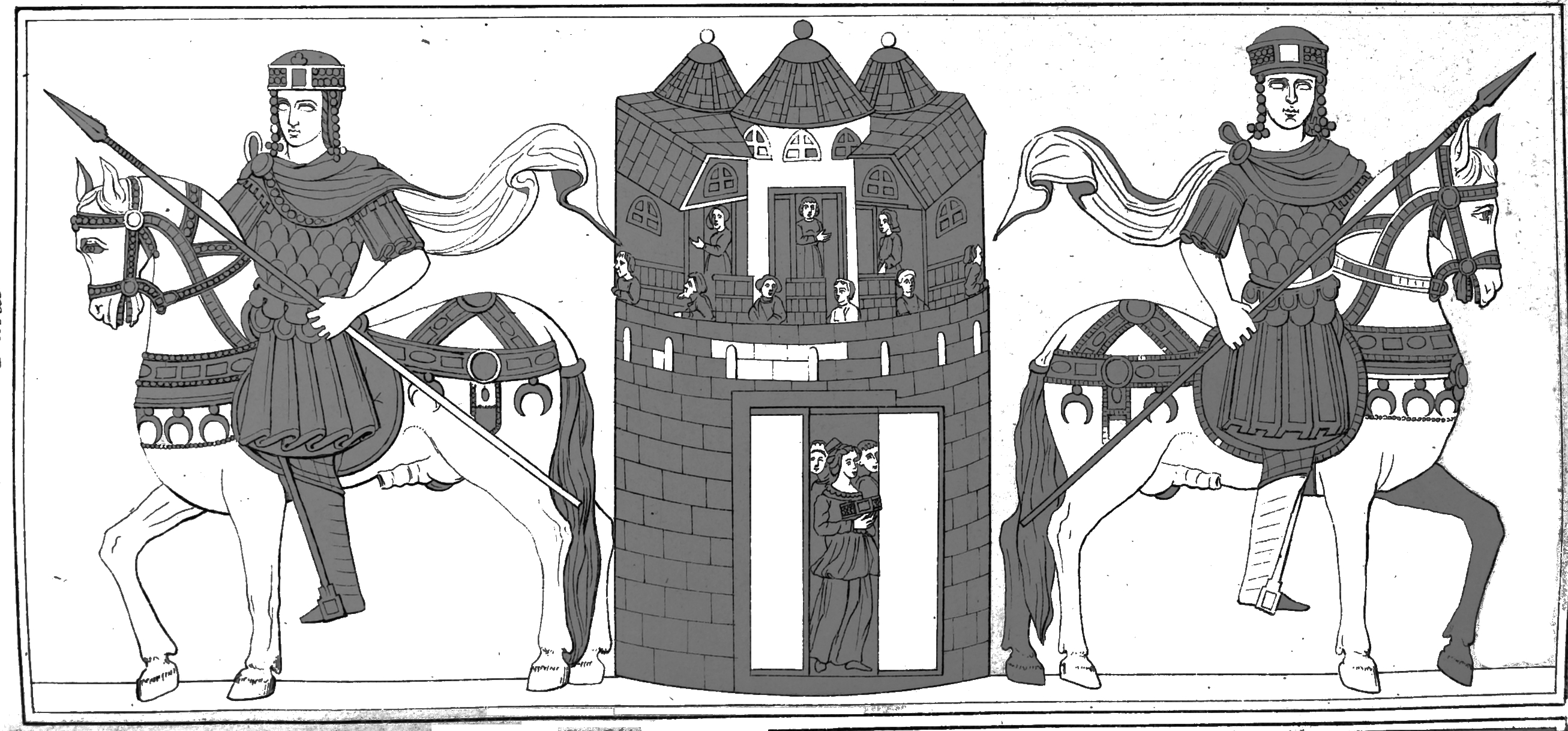
Kresba víka skříňky z Troyes
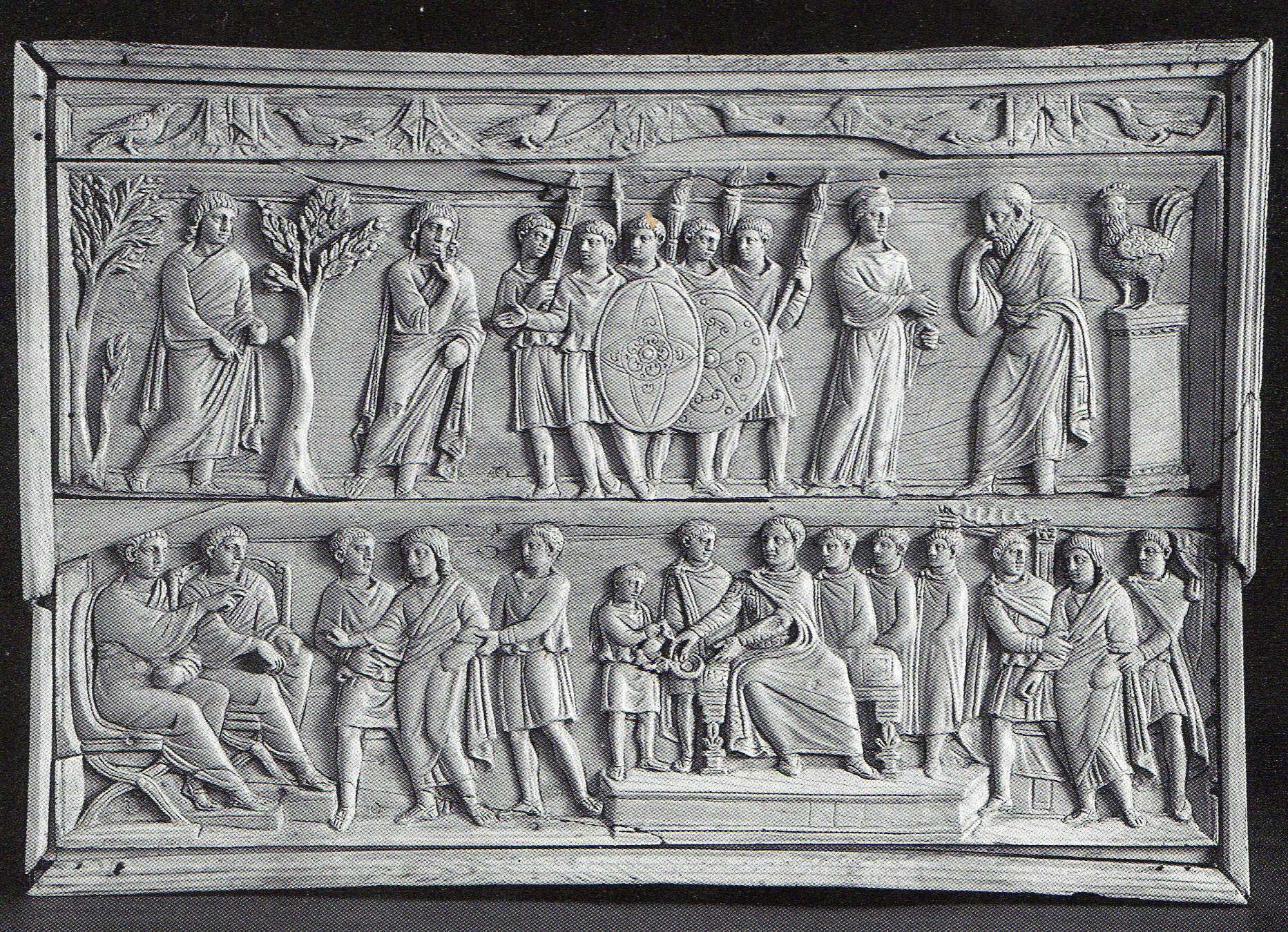
Truhla z Brescia (Lipsanotéka)
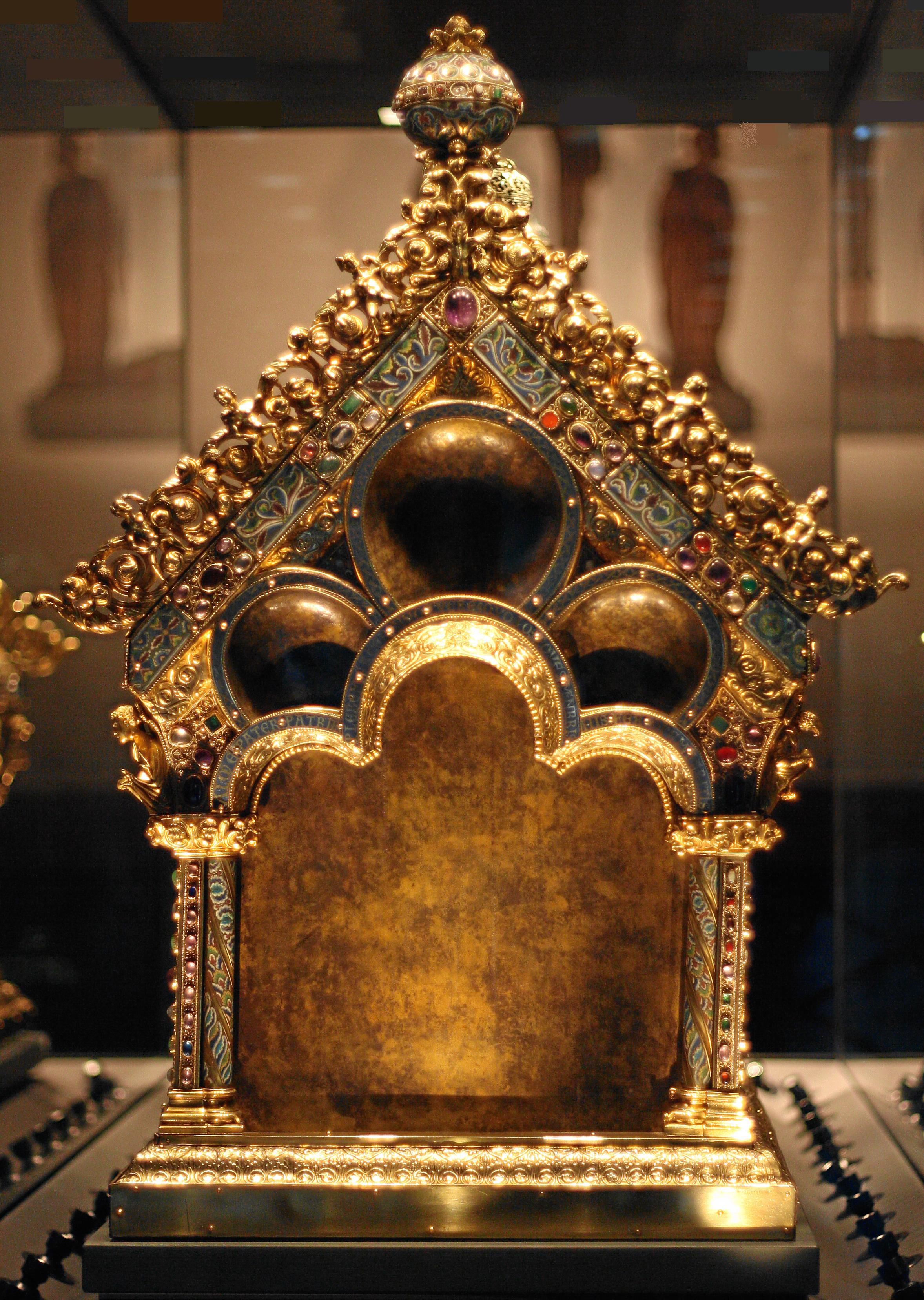
Relikviář sv. Anna II
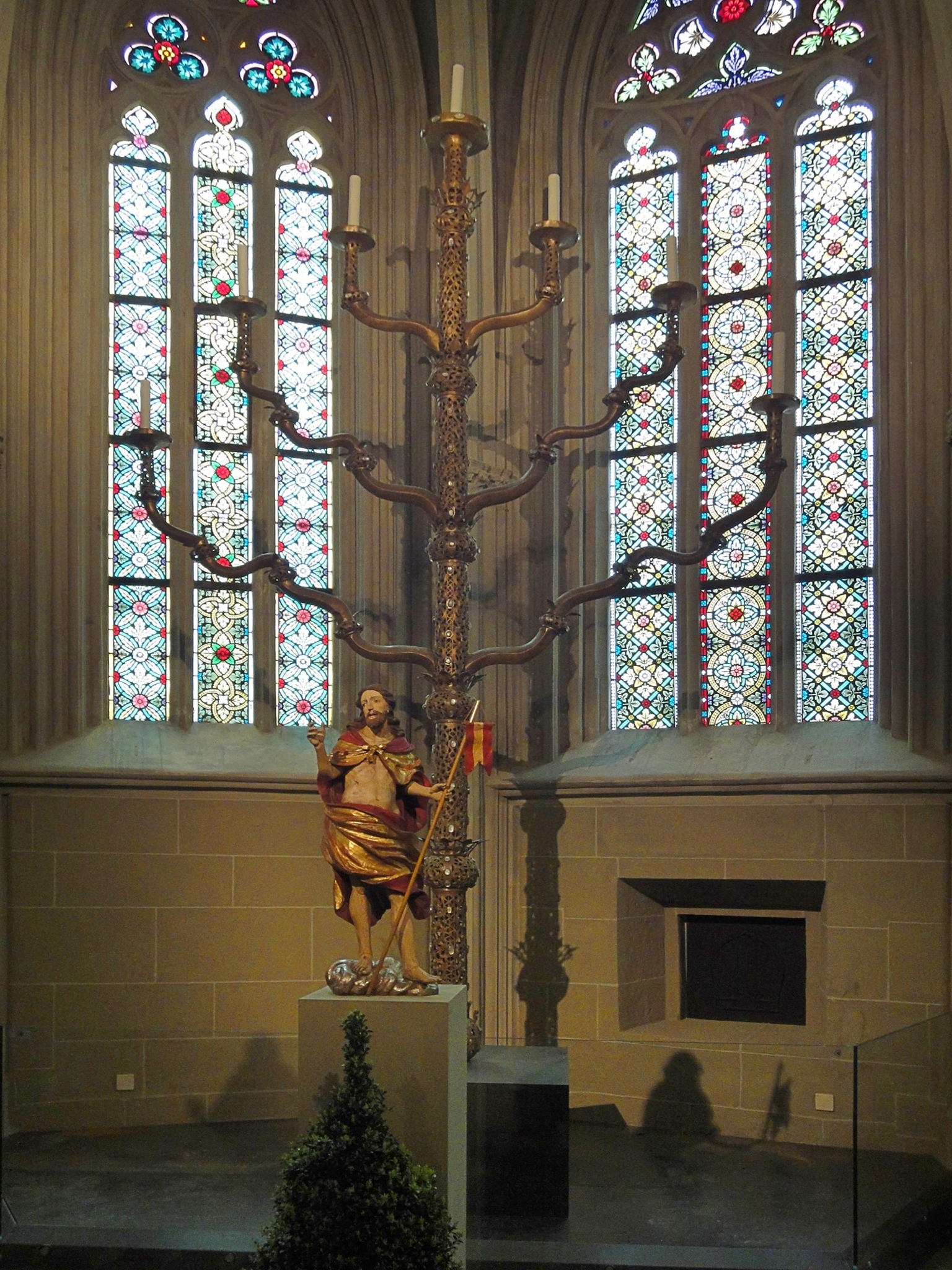
Sedmiramenný svícen v Klosterneuburgu
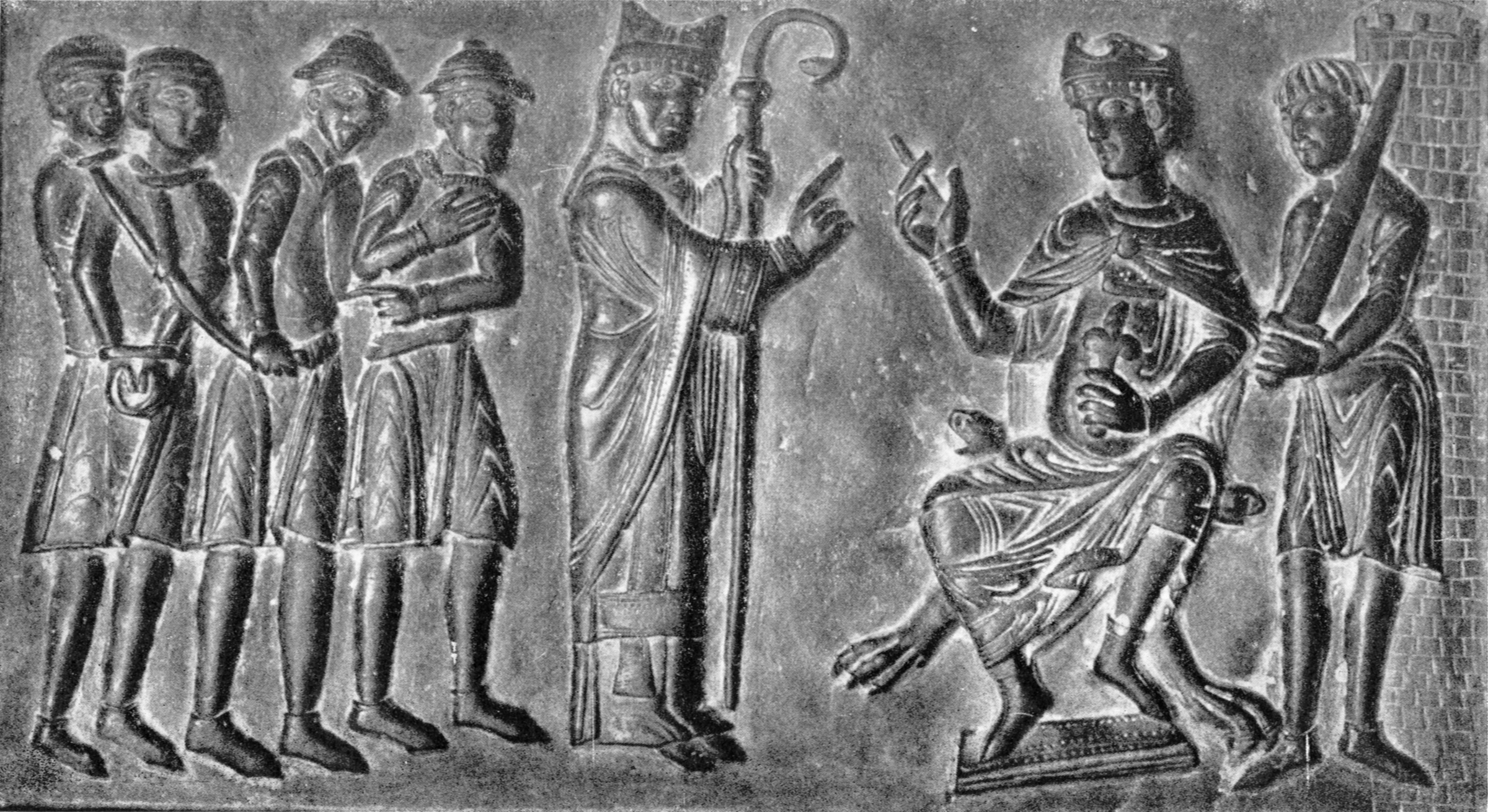
Hvězdenské dveře (detail)
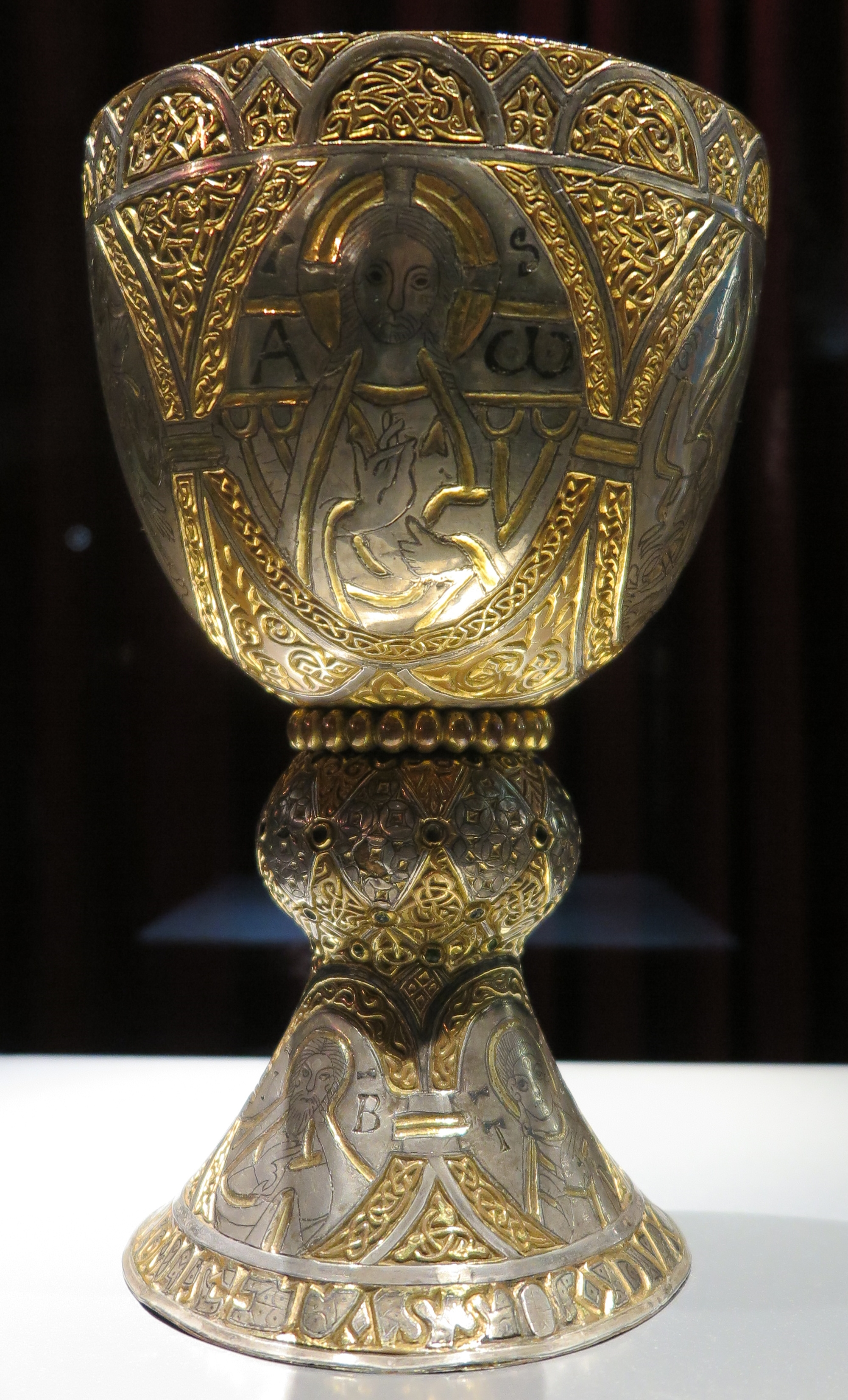
Tassilův kalich

## Ikonografie
Poslední pokus o vysvětlení ikonografie svícnu provedla Merhautová. Motivy svícnu se snaží vysvětlit primárně pomocí třech postav, které zdánlivě trůní na úponcích a jejich chodidla jsou přidržována draky. Dvě postavy se úponků drží a třetí má věnec na hlavě, přičemž odstrkává těla draků. Palmetové úponky se podle Merhautové v kompozici svícnu spojují a převažují v ní, čímž navozují představu koruny stromu, Stromu života, který vítězí nad draky. Podle Merhautové chtěl autor svícnu zřejmě zobrazit tzv. kmen Jesseho, který se objevuje v různých druzích umění, což by vysvětlovalo trůnění postav. Postava odstrkávajíce od sebe draky je podle ní král David, a to na základě věnce na hlavě a vznešeného oděvu přizpůsobenému 12. století. Absenci koruny, kterou David běžně mívá, nepovažuje za problém, jelikož zobrazení Davida bez koruny není neobvyklé. Navíc, podoba postavy prý spojuje zobrazení jak panovníka, tak i poety, snad Davida žalmisty, což naznačují mírný výraz a gesta postavy. Merhautová rovněž poukazuje na frontálnost a symetričnost této části svícnu, jež může být obsahovým východiskem a zdůrazněním Kristova původu v rodu Davidově. 
U další postavy oděné v římsky či byzantsky vypadajícím brnění usuzuje Merhautová, že jde o zobrazení císaře či vladaře, což podporuje také držení těla, gesta a moudrý výraz tváře s vousy. Oproti Davidovi je tato postava starší, podobně trůnící, avšak držící se palmetových úponků, čímž má být zdůrazněna spojitost se stromem. Merhautová podle toho usuzuje, že jde nejspíše o krále Šalamouna, moudrého a dlouho vládnoucího syna Davidova.
Třetí postava je vousatá a až na prostou tuniku nesoucí na sobě, je podobná Šalamounovi. Její vzhled není královský, avšak drží se úponků stromu kvůli čemuž si Merhautová myslí, že je to samotný Jesse. Jako vizuální analogii uvádí iluminaci ve Vitae Sanctorum (1100-20) a bibli ze St. Bénigne, i přes to, že zobrazují až na Jesseho jiný výběr postav rodokmenu. V případě svícnu je zobrazení postav v horizontální poloze. Volbu postav srovnává Merhautová s rodokmenem v okně v Chartres (1150-55), který má kombinovat text Izajášovy knihy a Matoušova evangelia, či s pozdějšími okny v Arnsteinu nebo Freiburgu, kde se nachází nad Jessem pouze David a Šalamoun.
Nahé postavy svícnu, z nichž jediná má bederní roušku, jsou podle Merhautové a některých předešlých badatelů v mírumilovném vztahu se zvířaty. Merhautová souhlasí s Blochem, že je na svícnu ilustrována Izajášova vize o svornosti lidí se zvířaty. Navíc pohled těchto postav směřuje vzhůru, snad k nyní chybějícím stvolům svícnu se světlem, symbolem Krista. Vize o svornosti vyjadřující ráj, čili posmrtný cíl křesťana, zároveň naznačuje návaznost Nového a Starého zákona, reprezentovaného postavami rodokmenu. Merhautová rovněž polemizuje nad spojením Adama, zde jako vousaté nahé figury se svými syny, a Nového Adama (Kristus) ve formě svícnu. U třech nahých postav rovněž navrhuje, že může jít také o vyobrazení představ o těch věcích lidstva (ante legem, sub lege, sub gratia).

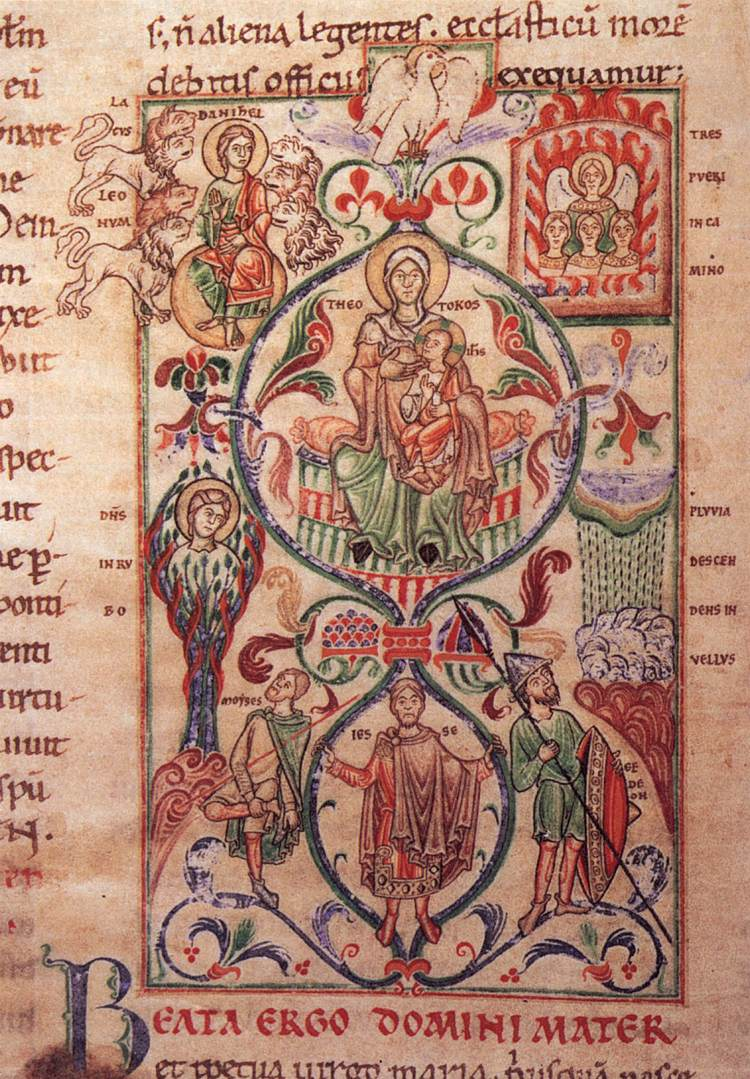
Vitae Sanctorum, Cîteaux, 1.třetina 12. století
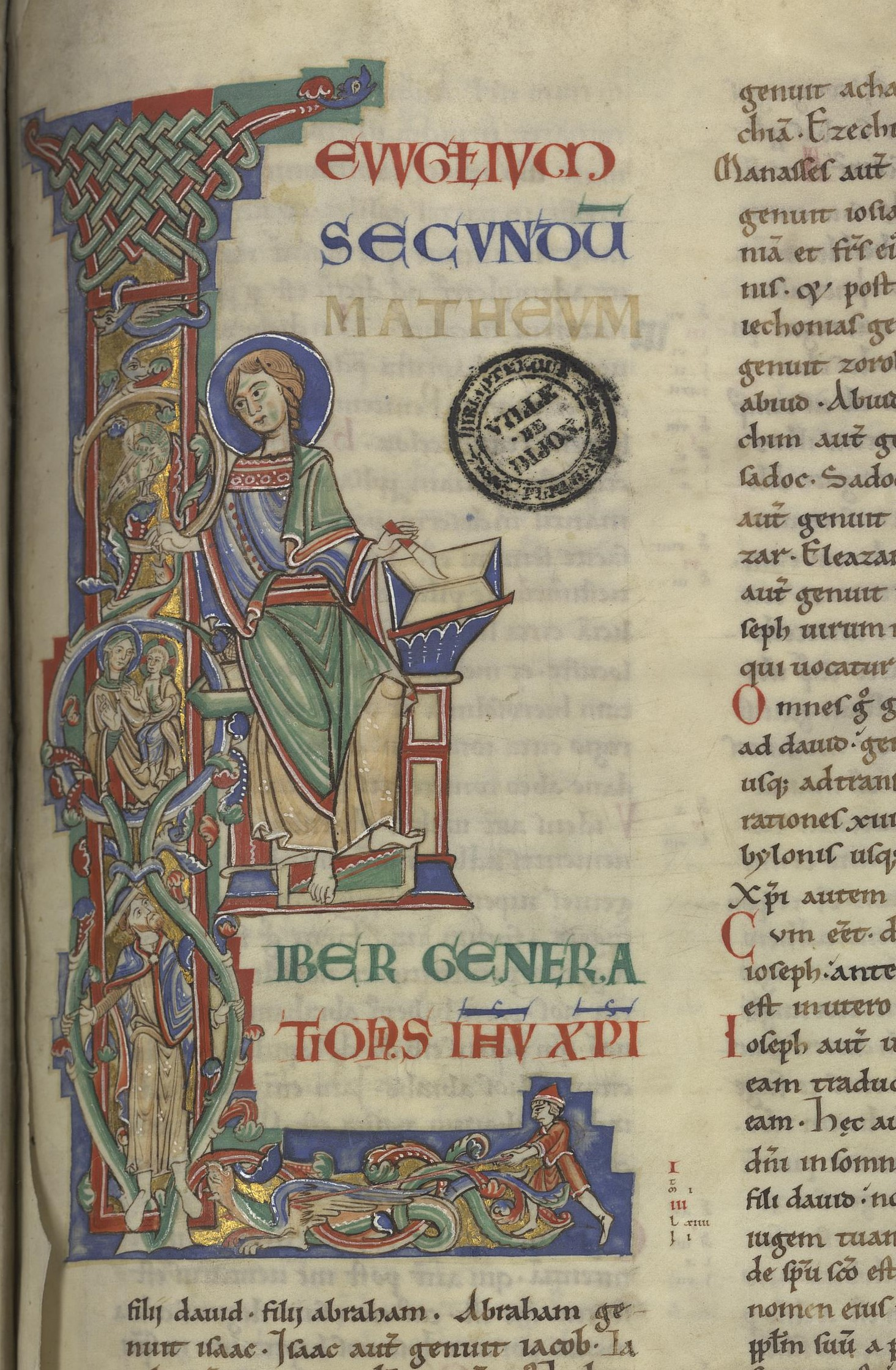
Bible ze Saint-Bénigne, 2. čtvrtina 12. století
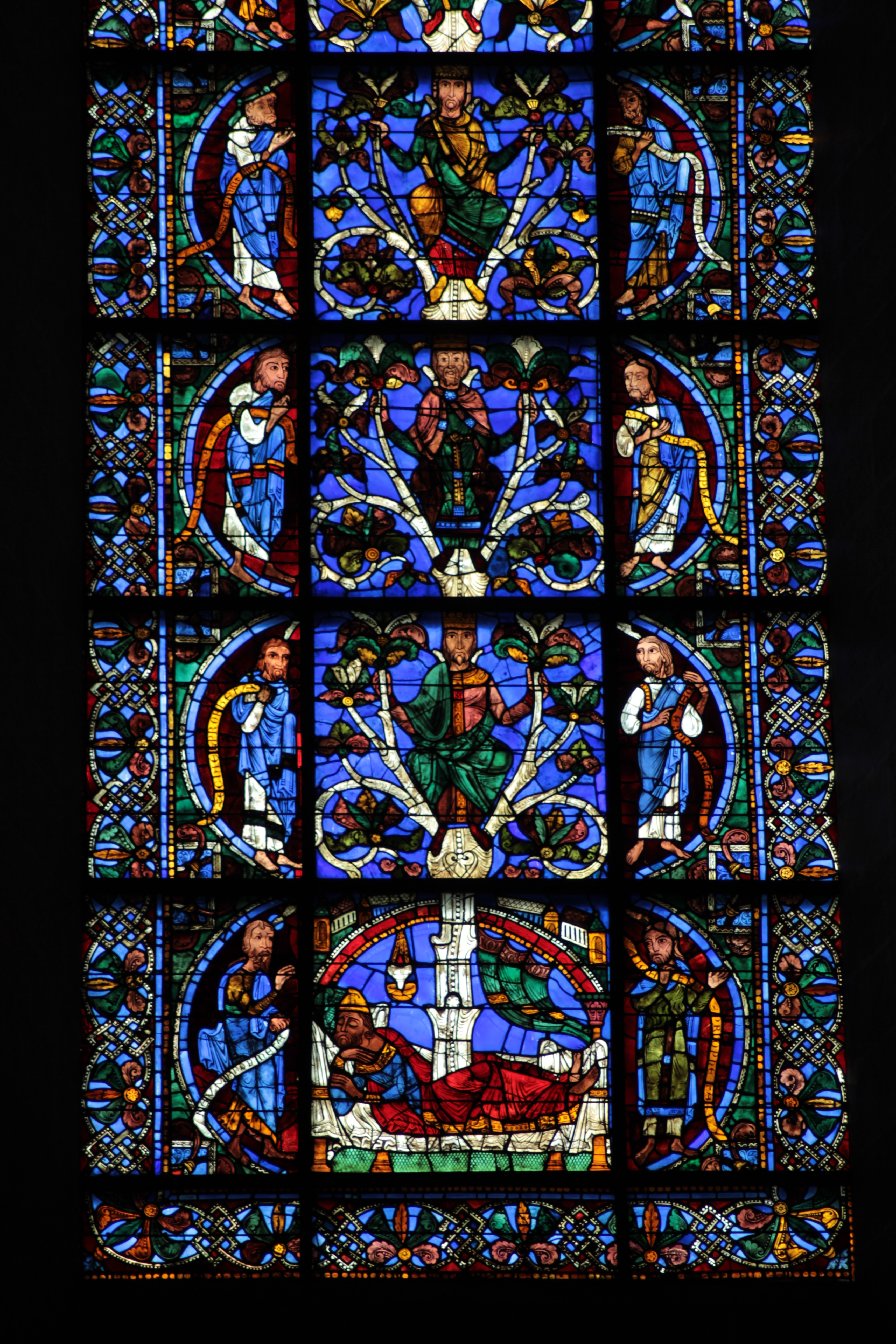
Vitraj se Stromem Jesseho pod západní rosetou katedrály v Chartres

## Původ
Historické prameny uvádí, že byl svícen získán během obléhání Milána, avšak kronika Vincencia, který se obléhání sám zúčastnil, tento svícen vůbec nezmiňuje. Podle Merhautové absence zmínky o svícnu v kronice nevylučuje jeho získání v Itálii. Vincencius se prý omezil jen na obecné zmínky o darech a nezmiňuje ani tehdy vzácné knihy. Navíc, Dalimilovu zmínku považuje za věrohodné zaznamenání písemné či ústní tradice, kterou nejspíš přejal od samotné kapituly a jako jeho výmysl ji nepovažuje. Bez tradice, jak podotýká, si nelze vysvětlit ani pozdější verze z Pulkavovy kroniky, zmiňující i konkrétní kostel, nebo nápis na mramorovém podstavci. Dovezení svícnu z Milána králem Vladislavem prý podporuje i martyrologium svatovítského kostela, podle něhož dovezl z Milána několik relikvií. Merhautová tím úplně vylučuje, že by byl svícen darem biskupu Danielovi, tak jak navrhovali někteří předešlí badatelé, král tedy svícen mohl dovést nejdříve roku 1158 a darovat jej svatovítskému chrámu.
Kdo byl objednavatelem svícnu pro Milán není jasné, podle Pulkavy stál svícen možná v kostele s ostatky Třech králů (snad Basilica di Sant'Eustorgio) a do Prahy byl podle Merhautové dovezen celý. Nekompletní svícen by totiž byl nevhodným darem, takže k jeho poškození tedy muselo dojít později. Merhautová poukazuje na Dalimilovo naznačení slovy „nynějšie dielo nemóž sě jiej vrovnati“, což Merhautová interpretuje tak, že Dalimil viděl ve 14. století na oltáři již opravený svícen, jehož horní část se noze nemůže kvalitou rovnat. K poškození mohlo podle ní dojít při vpádu rabujících Němců do kostela v roce 1279. Dále byl svícen poškozen kalvinisty roku 1619 a nakonec byl jeho dřík zcela nahrazen novým roku 1641. Figury na ramenou svícnu mají pocházet z 19. století, ale vyobrazeny jsou již na rytině z roku 1692.
Na základě stylové analýzy a historických pramenů byl svícen nejspíše ulit mezi lety 1150 až 1158, pravděpodobně v oblasti řeky Mázy. Merhautová svícen řadí svojí prostorovostí a vzdušností mezi nejnáročnější svícny své doby a podle náročné a provázané ikonografie byl její autor ze vzdělaného prostředí, nejspíše klášterního centra.

## Materiál
Označení materiálu, z kterého je noha svícnu vyrobena není v literatuře jednoznačné. Často je mylně uváděn bronz, noha je však podle analýzy vyrobena z mosazi. Tuto skutečnost zmiňuje také Zebererova redakce Dalimilovy kroniky (před r. 1459) slovy: noha sviecnóv [...] z mosazi vtipně slita. Dřík a horní část svícnu z roku 1641 včetně figur jsou odlity z bronzu, přičemž složení bronzu se u poprsí liší. Jednotlivé části jsou spojeny železným kovaným trnem. Nápis na mramorovém podstavci obsahuje zbytky rumělky a uhlu.

## Umístění
Svícen se zřejmě nacházel z počátku v již neexistující Spytihněvově bazilice, kolem roku 1310 měl podle Dalimila stát před oltářem, snad hlavním oltářem. V nově postaveném chrámu sv. Víta víme, že byl umístěn na náhrobku sv. Jana Nepomuckého od svého opravení roku 1641 do 15. dubna 1719, kdy byl hrob během procesu beatrifikace otevřen a svícen přemístěn pod oltář do protější boční kaple (sv. Jana Nepomuckého), kde stál alespoň do roku 1782. Na začátku 19. století je doložen v kapli sv. Zikmunda, kam byl společně s oltářem přemístěn, a v polovině 19. století měl stát v kapli sv. Anny (tzv. Nostické), kde zůstal až do dostavby katedrály. Od té doby stojí v kapli sv. Jana Křtitele. Roku 1994 je uvedeno, že se svícen nacházel v depozitáři. 

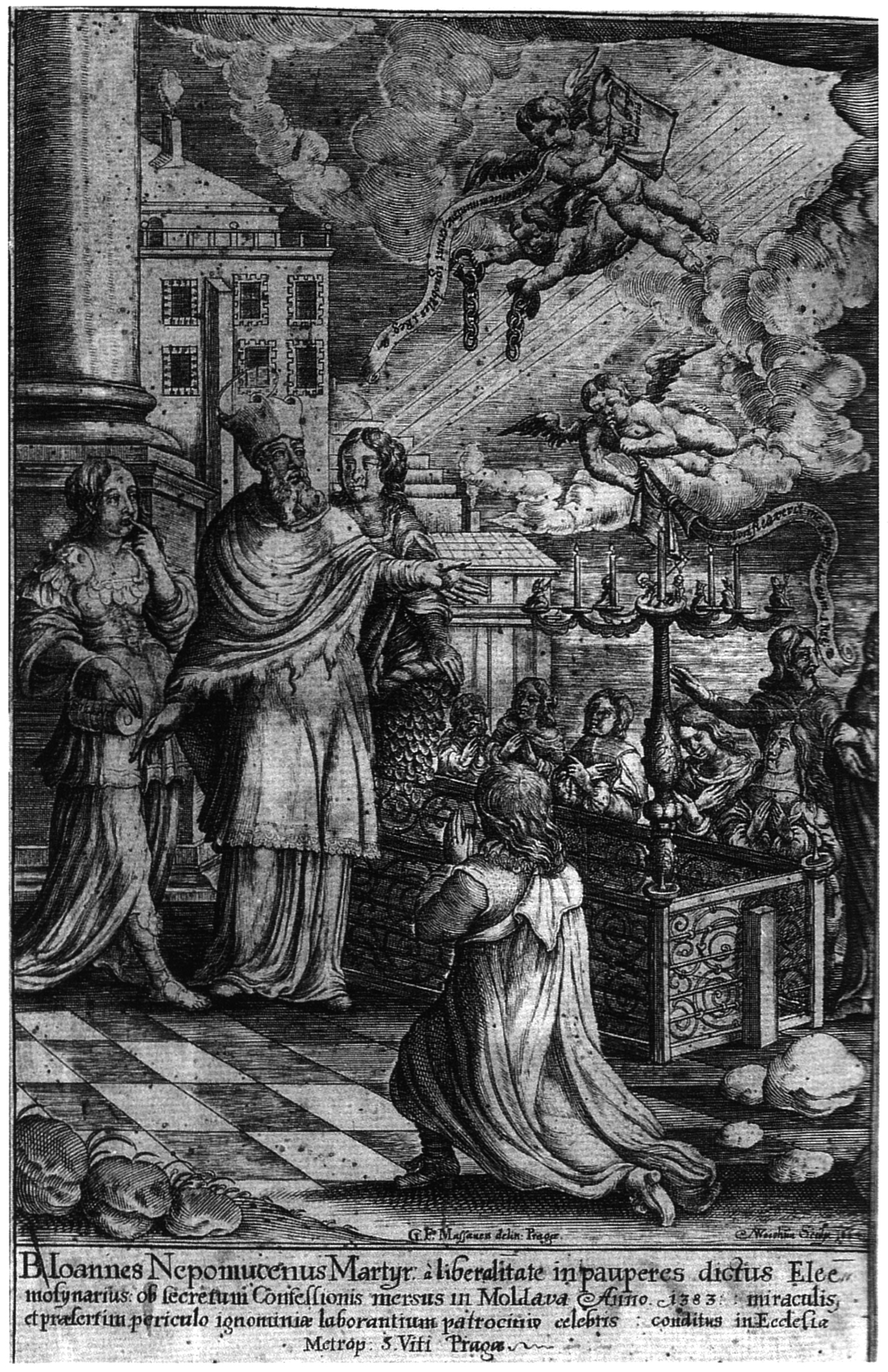
Vyobrazení hrobu sv. Jana Nepomuckého v chrámu sv. Víta v Praze s umístěným svícnem. Rytina Samuela Weishuna podle předlohy Filipa Mazance, 1664. Soukromá sbírka.
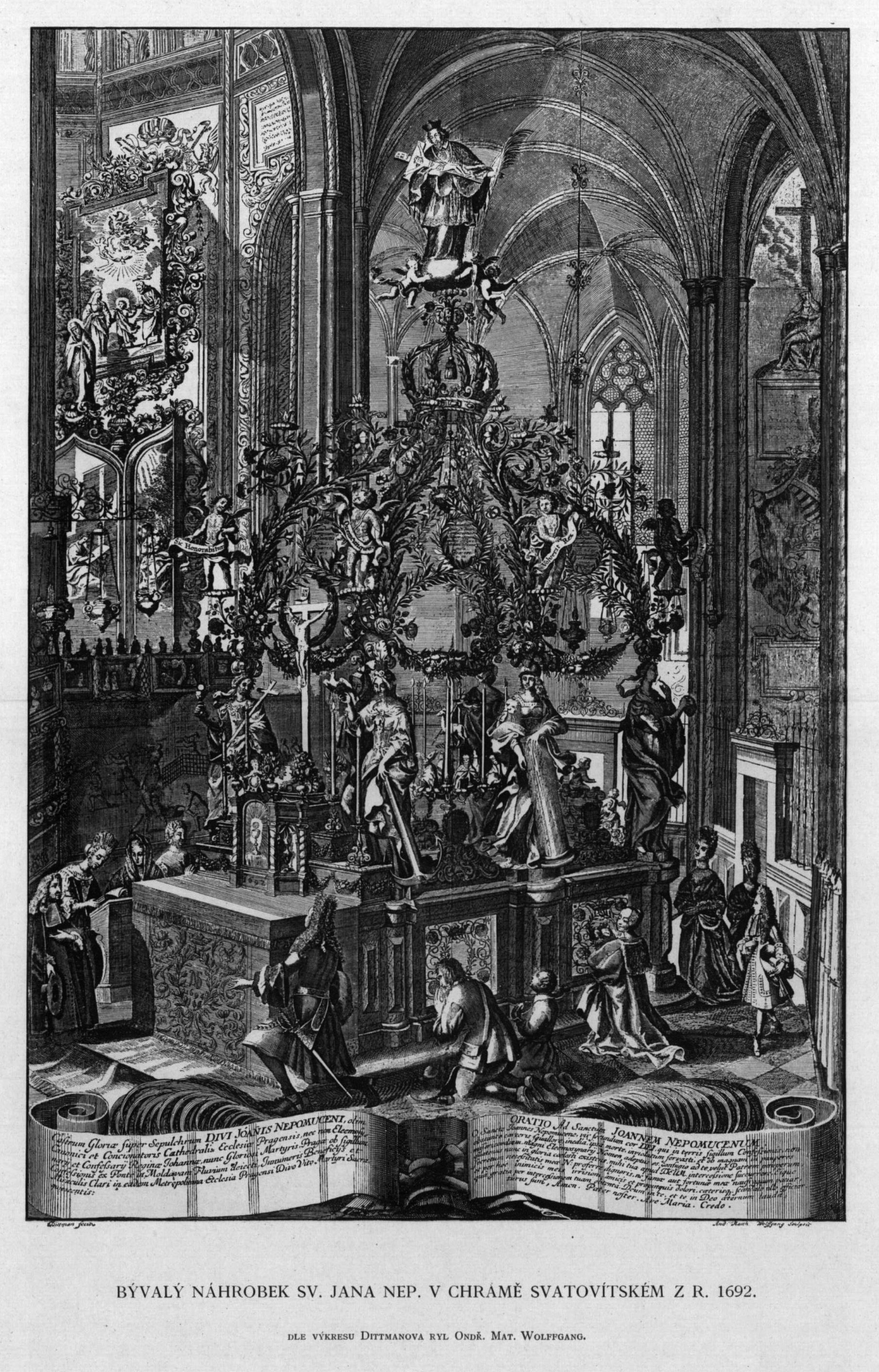
Svícen je zachycen také na rytině z roku 1692, zobrazující náhrobek sv. Jana Nepomuckého.
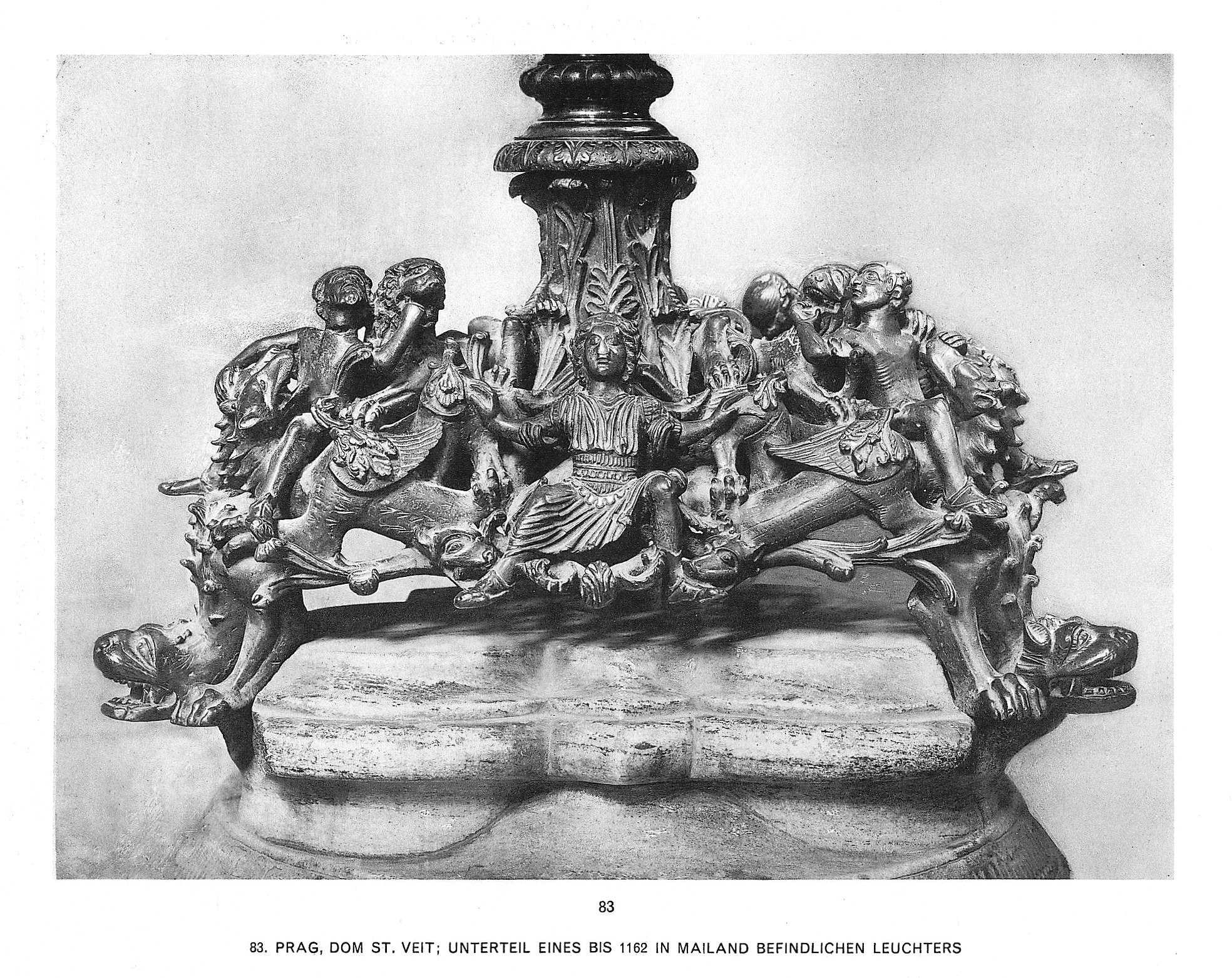
Noha svícnu stojící na kamenném podstavci
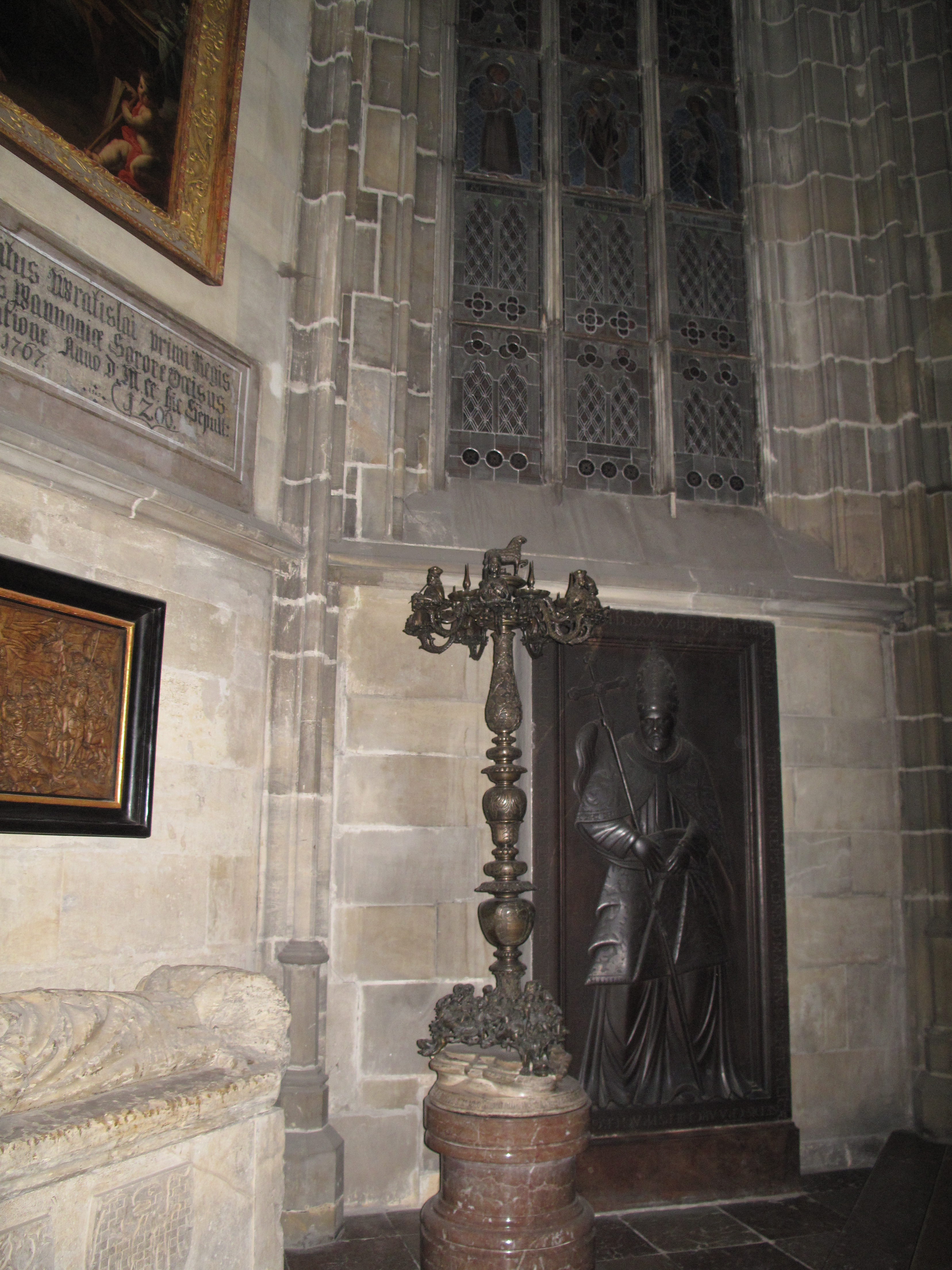
Aktuální umístění svícnu v kapli sv. Jana Křtitele

### Expozice
Roku 1883 byl svícen součástí výstavy bronzových předmětů ve Vídni. Vystavován byl také na výstavě Pražský hrad v umění poštovní známky v roce 2010. Noha svícnu byla od 23. listopadu 2017 v Moskvě ve Státním historickém muzeu na výstavě Příběh pražského hradu.
Jeden z dvou odlitků nohy svícnu je vystaven v expozici Příběh pražského hradu.